# Bath
Pour les articles homonymes, voir Bath (homonymie).
Bath est une ville du comté de Somerset, au sud-ouest de l'Angleterre. Elle se situe à 180 km à l'ouest de Londres et à 25 km au sud-est de Bristol, et compte 83 992 habitants. La reine Élisabeth Ire lui a accordé le statut de cité par charte royale en 1590 et la ville fut faite county borough en 1889, ce qui lui donna l'indépendance administrative par rapport au comté du Somerset. Elle est rattachée au comté d'Avon, un district non-métropolitain, lorsqu'il est créé en 1974. Depuis 1996, l'année où le comté d'Avon a été supprimé, Bath est le centre principal de l'autorité unitaire de Bath et du nord-est du Somerset (B&NES).
En 50 ap. J.-C., les Romains fondèrent la ville pour en faire un lieu thermal qui s'appelait en latin Aquae Sulis (« les eaux de Sulis »). Cependant, la tradition orale semble suggérer que Bath était connue avant cette date. Ils construisirent des bains et un temple dans les collines aux alentours de la ville, dans la vallée de l'Avon autour de sources chaudes. Edgar d'Angleterre fut proclamé roi à l'abbaye de Bath en 973. Bien plus tard, la ville devient populaire en tant que station thermale pendant l'époque georgienne qui conduit à une importante expansion, laissant un important héritage architectural fabriqué avec la pierre de la région.
La ville de Bath est inscrite au patrimoine mondial de l'UNESCO depuis 1987. Elle compte une diversité de théâtres, musées et autres lieux culturels et sportifs, ce qui a aidé à faire de la ville un haut lieu du tourisme, avec, par an, plus d'un million de visiteurs qui font de longs séjours, et plus de 3,8 millions qui ne restent que pour la journée. On trouve à Bath deux universités et plusieurs écoles et établissements secondaires. On y trouve aussi un important service tertiaire ; les industries de l'informatique et de la création se développent et fournissent du travail aux habitants de Bath et sa région.

## Histoire

### Périodes celte et romaine

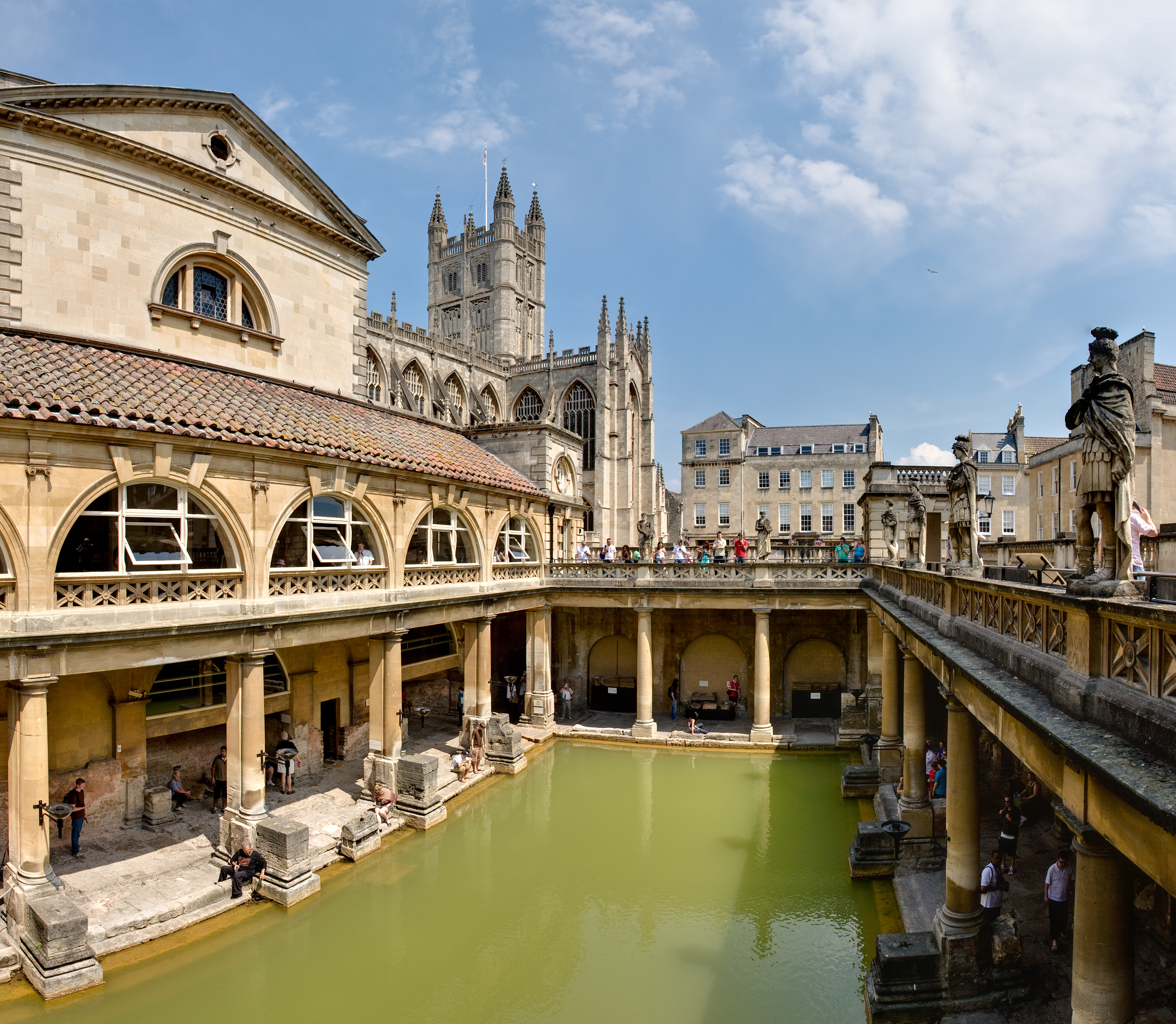
Le Grand Bain des thermes de Bath. Toute la structure au-dessus du niveau des piliers de base date d'une reconstruction plus récente.

Des recherches archéologiques démontrent que le site de la principale source des thermes de Bath était considéré comme un lieu saint par les Celtes, et était dédié au culte de la déesse Sulis que les Romains identifiaient à Minerve. Cependant, le nom de Sulis continua d'être employé même après l'invasion romaine et donna le nom d'Aquae Sulis à la ville (littéralement, « les eaux de Sulis »). Des messages qui lui était destinés inscrits sur du métal, plus connu sous le nom de tablette de défixion, ont été retrouvés près de la Source sacrée par des archéologues. Ces tablettes étaient écrites en latin, et servaient à lancer des malédictions aux gens qui avaient offensé la personne jetant le sort. Par exemple, si un citoyen s'était fait voler ses vêtements aux bains, il écrivait une malédiction en nommant les suspects sur une tablette qui serait par la suite lue par la déesse Sulis Minerve.

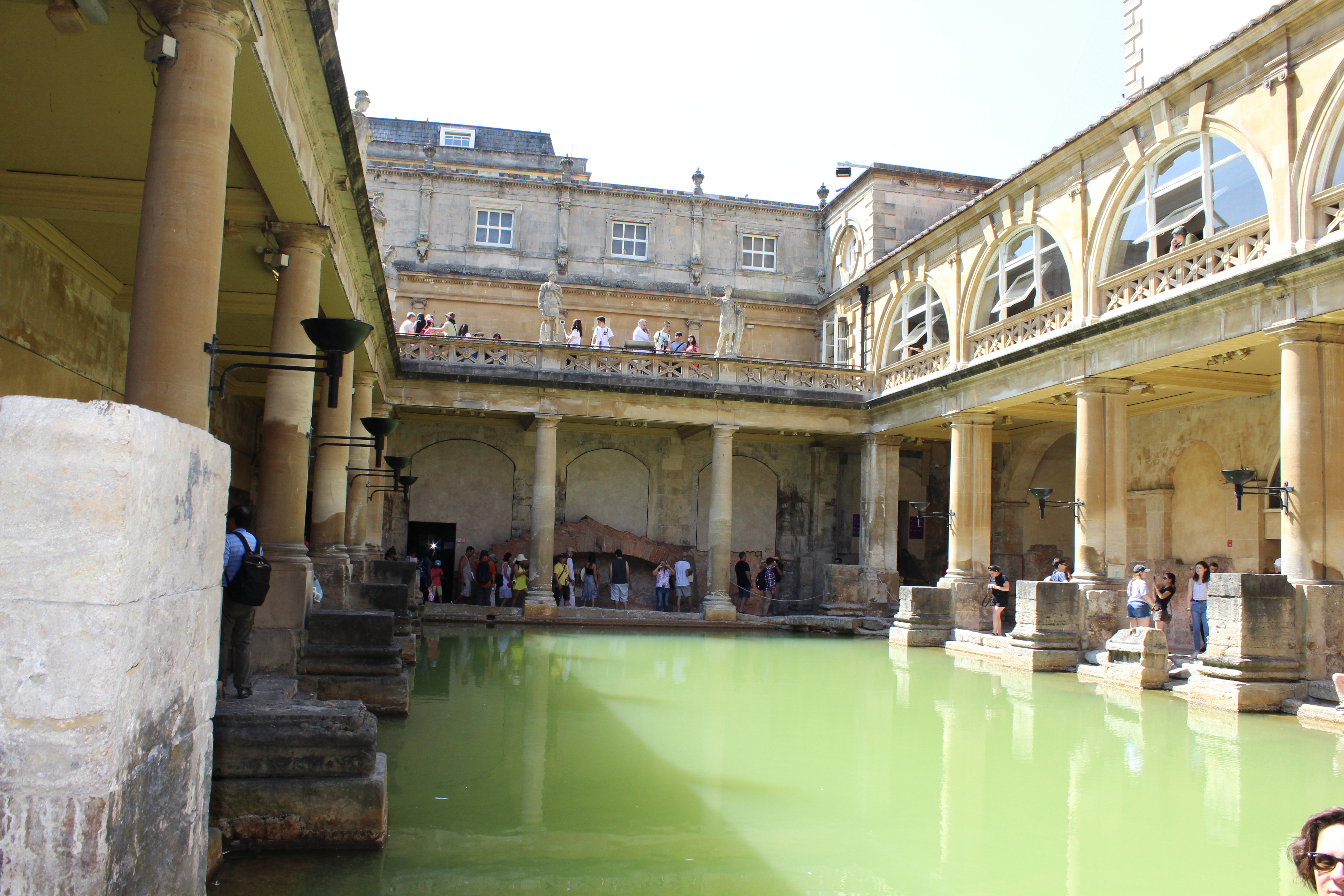
Grand Bain de Bath vu d'en bas. Date du 25 juillet 2018.

Le temple fut construit entre 60 et 70 ap. J.-C., et le complexe thermal petit à petit pendant les trois cents années suivantes. Pendant l'occupation de l'Angleterre par les Romains, et peut-être sur les ordres de l'empereur Claude, des ingénieurs mirent des piles de chênes dans la boue afin de rendre les fondations stables et entourèrent la source irrégulièrement d'une chambre en pierre doublée de plomb. Au IIe siècle, la source fut entourée par un bâtiment en voûte en berceau fait en bois, qui abritait le caldarium (bain chaud), le tepidarium (bain tiède) et le frigidarium (bain froid). Des murs défensifs furent ajoutés à la ville, probablement vers le IIIe siècle. Après le retrait des troupes romaines, dans les premières décennies du VIe siècle, les bains se délabrèrent et furent finalement perdus à cause de l'ensablement.

### Périodes post-romaine et saxonne

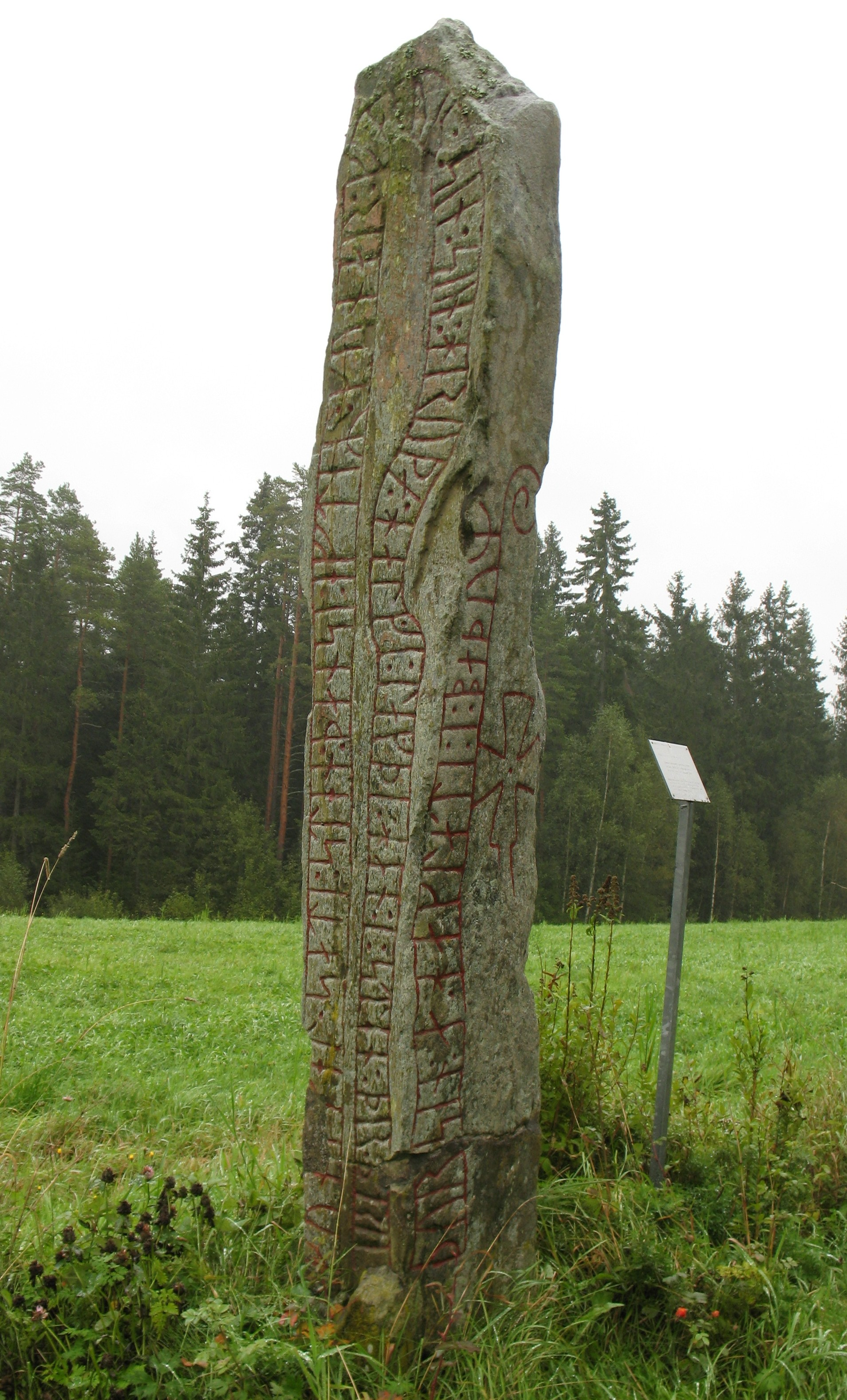
La pierre runique de Nävelsjö (Suède) commémorant la mort d'un Viking à Bath.

Il est possible que Bath soit le lieu de la bataille du mont Badon où le roi Arthur est censé avoir vaincu les Saxons, bien que cela soit contesté. La Chronique anglo-saxonne mentionne que Bath tombe aux mains des Saxons en 577, après la bataille de Dyrham. Il se peut que le poème anglo-saxon, connu sous le nom de The Ruin (La Ruine), décrive l'aspect du site romain de l'époque. En 675, Osric des Hwicce, roi des Hwicce, mit en place une maison monastique à Bath, en utilisant sûrement les murs de la ville comme enceinte. Nennius, historien du IXe siècle, parle d'un « lac chaud » dans la contrée de Hwicce, qui se trouvait le long de la Severn, et ajoute : « Il est entouré par un mur fait de brique et de pierre, et les hommes peuvent aller s'y baigner quand ils le souhaitent, et n'importe quel homme peut prendre le bain qu'il aime. S'il le désire, son bain sera froid ; et s'il veut prendre un bain chaud, alors il sera chaud. » Bède décrit aussi les bains chauds dans son introduction de l'Histoire ecclésiastique du peuple anglais dans des termes très similaires à ceux de Nennius. Le roi Offa de Mercie prit le contrôle du monastère en 781 et y construisit une église dédiée à saint Pierre. Dès le IXe siècle, le schéma des vieilles rues romaines n'existe plus et Bath devient une possession royale avec le roi Alfred le Grand qui conçut de nouveau la ville, laissant le quartier sud-est comme enceinte de l'abbaye. Edgar d'Angleterre est couronné roi d'Angleterre à l'abbaye de Bath en 973. Les Anglo-Saxons appelaient la ville Baðum, Baðan ou Baðon, ce qui veut dire aux bains, et c'est de là que vient le nom actuel de la ville.

### Périodes normande, médiévale et de la maison Tudor

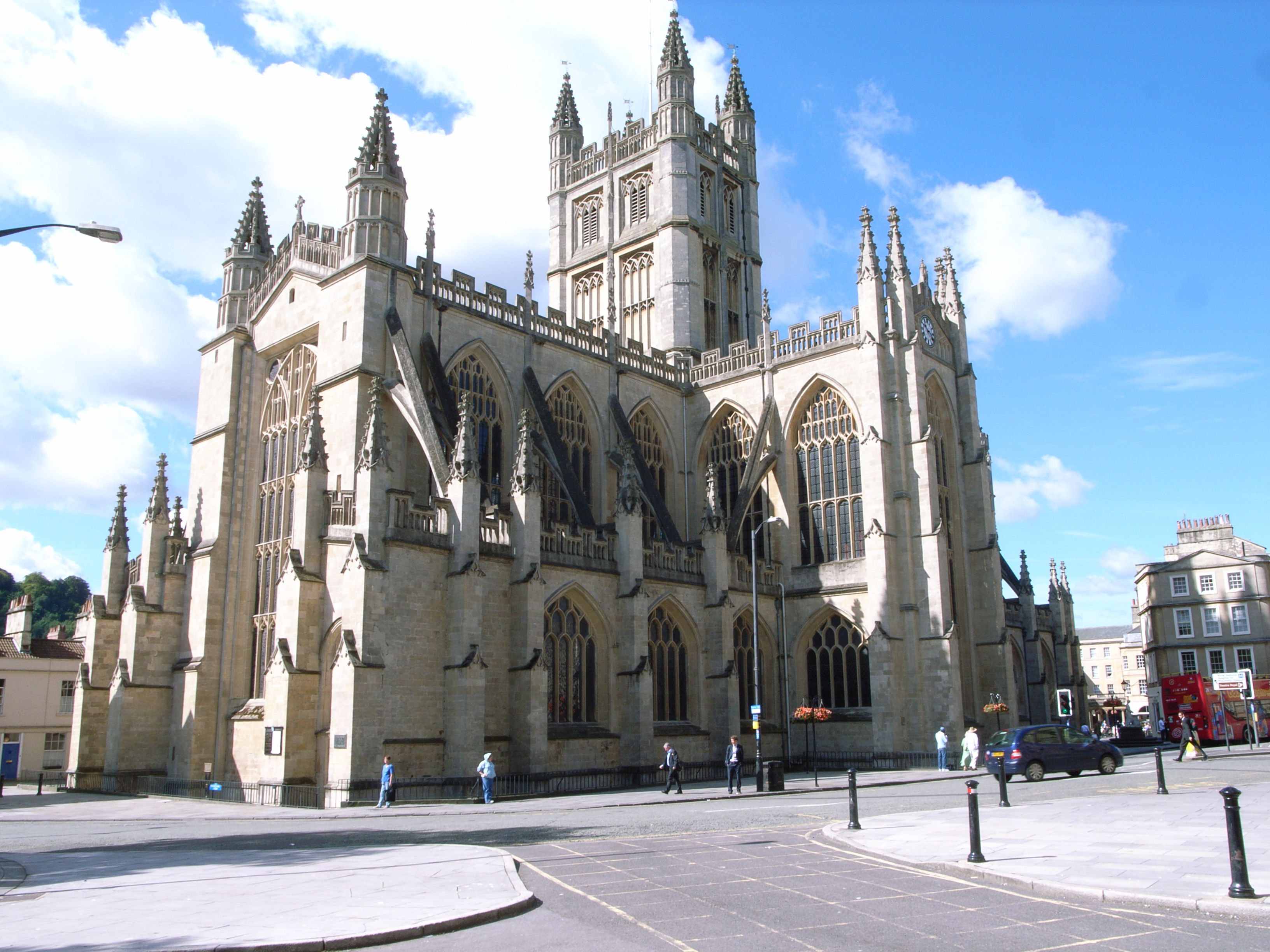
L'abbaye de Bath.

Le roi Guillaume II d'Angleterre céda la ville à un médecin royal, Jean de Tours, qui devint évêque de Wells et abbé de Bath en 1088,. C'était une règle papale qu'un évêque soit transféré à des sièges en ville, et il déplaça le sien de Wells à Bath. Il élabora et commença la construction d'une église beaucoup plus grande que sa cathédrale à laquelle était rattaché un prieuré, avec l'évêché à côté. De nouveaux bains furent construits autour des trois sources. Cependant, les évêques suivants transférèrent à nouveau leur siège épiscopal à Wells, tout en gardant le nom de Bath dans leur titre : l'évêque de Bath et Wells.
À partir du XVe siècle, l'abbaye-église de Bath est en très mauvais état et a besoin d'être réparée. Oliver King (en), évêque de Bath et de Wells, décide en 1500 de la reconstruire à une échelle plus petite. La nouvelle église fut terminée seulement quelques années avant que le prieuré de Bath ne soit dissous en 1539 par Henri VIII. La restauration de l'abbaye-église débuta avec l'ère élisabéthaine et devint l'église paroissiale. La ville connut un renouveau en tant que station thermale. Les thermes de Bath furent améliorés et la ville commença à attirer l'aristocratie.

### Début de l'époque moderne

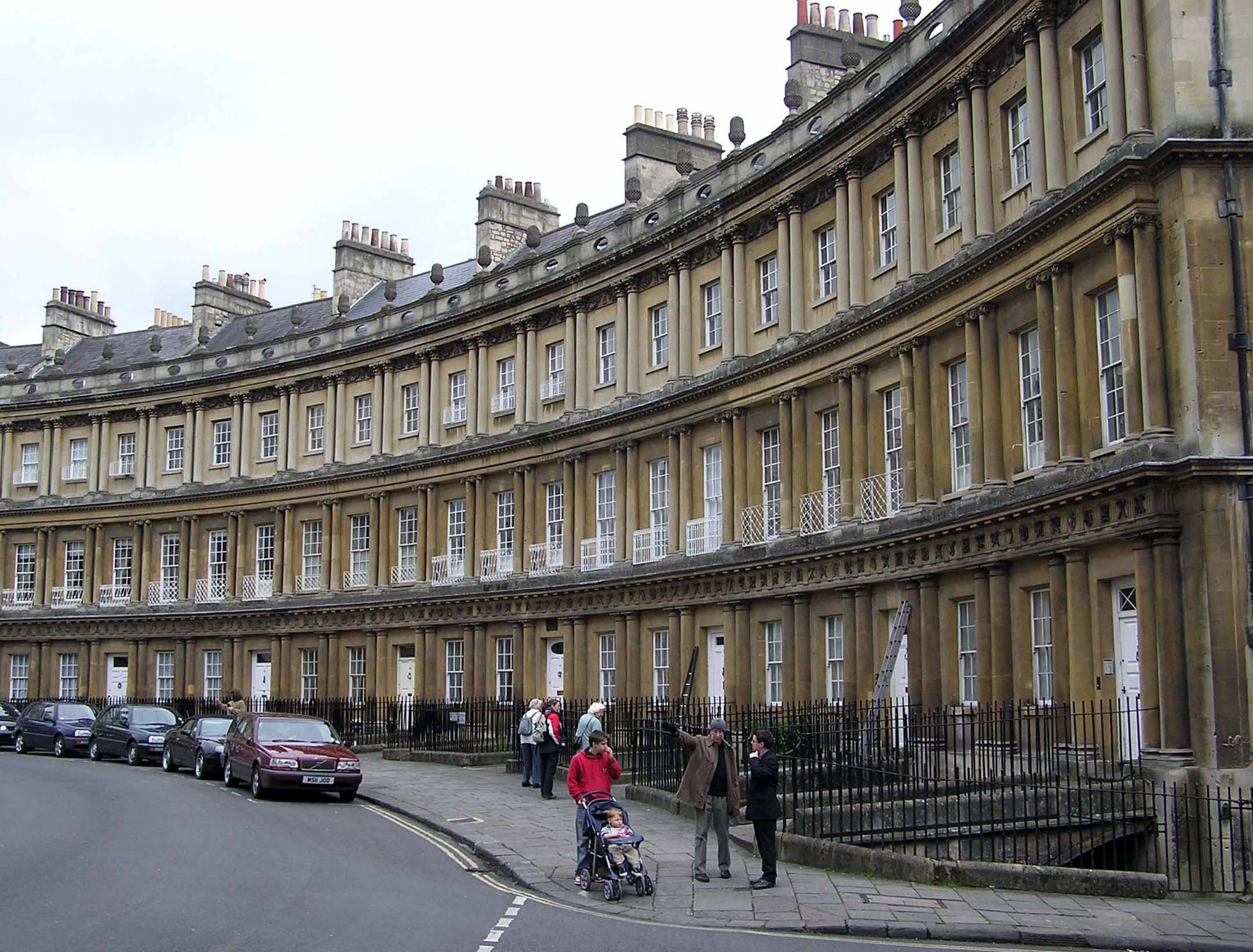
The Circus.

Pendant la Première Révolution anglaise, le 5 juillet 1643, la bataille de Lansdowne (en) eut lieu au nord de la périphérie de la ville. Thomas Guidott (en), étudiant en chimie et en médecine au Wadham College d'Oxford, emménagea à Bath et y ouvrit un cabinet en 1688. Il s'intéressa aux propriétés curatives des eaux et écrivit le Traité sur Bath et ses eaux. Et quelques questions sur la nature de l'eau, en 1676. Cet écrit attira l'attention du pays sur les propriétés bienfaisantes de ces eaux minérales et chaudes. Bientôt, l'aristocratie commença à affluer dans la ville pour en profiter.

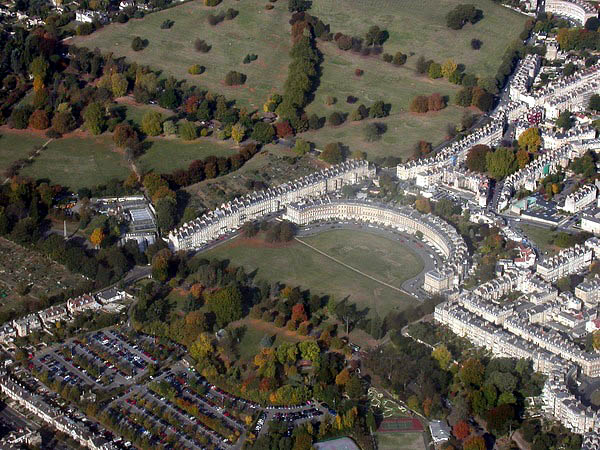
Le Royal Crescent vu du ciel : les goûts architecturaux de l'ère géorgienne ont favorisé la régularité des rues et des places de Bath, provoquant un contraste flagrant avec la nature.

Quelques quartiers de la ville se développèrent pendant le règne des Stuarts, et encore plus pendant l'époque georgienne, en réponse au nombre croissant de visiteurs, ce qui demandait plus de logements. Les architectes John Wood l'Ancien (en) et son fils, John Wood le Jeune, conçurent de nouveaux quartiers avec des rues et des places aux façades identiques donnant une sensation de grandiose étendue mêlée à un décorum classique. La majeure partie de la pierre de Bath, de couleur or-crème, qui a été utilisée pour la construction de la ville, fut extraite des mines de Combe Down and Bathampton Down Mines, propriété de Ralph Allen (1694-1764). Afin de faire de la publicité mettant en valeur la qualité de la roche calcaire qu'il extrait, Allen chargea John Wood l'Ancien de lui construire une maison de campagne dans sa propriété de Prior Park entre la ville et la ville. C'est aussi lui qui a amélioré et étendu le service postal de l'ouest de l'Angleterre, dont il a détenu le contrat pendant quarante ans. Bien que la politique ne fut pas sa passion, Allen avait un grand sens civique et fut membre de la Bath Corporation durant de nombreuses années. En 1742, à 50 ans, il devient maire de la ville pendant un mandat.
Au début du XVIIIe siècle, le premier vrai théâtre, Bath Theatre à Orchard Street, était géré par John Palmer (1742-1818) qui attirait les plus grandes stars de la scène du XVIIIe siècle tels que John Henderson (en) (1747-1785), Mme Siddons (1755-1831) et Mme Abington (1737-1815). Palmer persuada le roi George III d'accorder des lettres patentes à son théâtre, faisant de ce dernier le Theatre Royal, Bath, premier théâtre provincial à être honoré de la sorte, distinction qu'il ne partagea toutefois qu'avec Covent Garden et Drury Lane. Thomas Gainsborough réalisa le portrait de John Palmer vers 1775. Il est aujourd'hui conservé au Philadelphia Museum of Art.
À cette époque, Bath avait également le Grand Pump Room rattaché aux thermes romains et l'Assembly Rooms de Bath. Beau Nash (en), animateur de spectacle qui présida la vie sociale de la ville de 1705 jusqu'à sa mort en 1761, établit un code de comportement lors des divertissements publics.
Le portraitiste Thomas Lawrence au talent précoce, y soutenait sa famille avec ses portraits au pastel à l'âge de dix ans.

### Période contemporaine

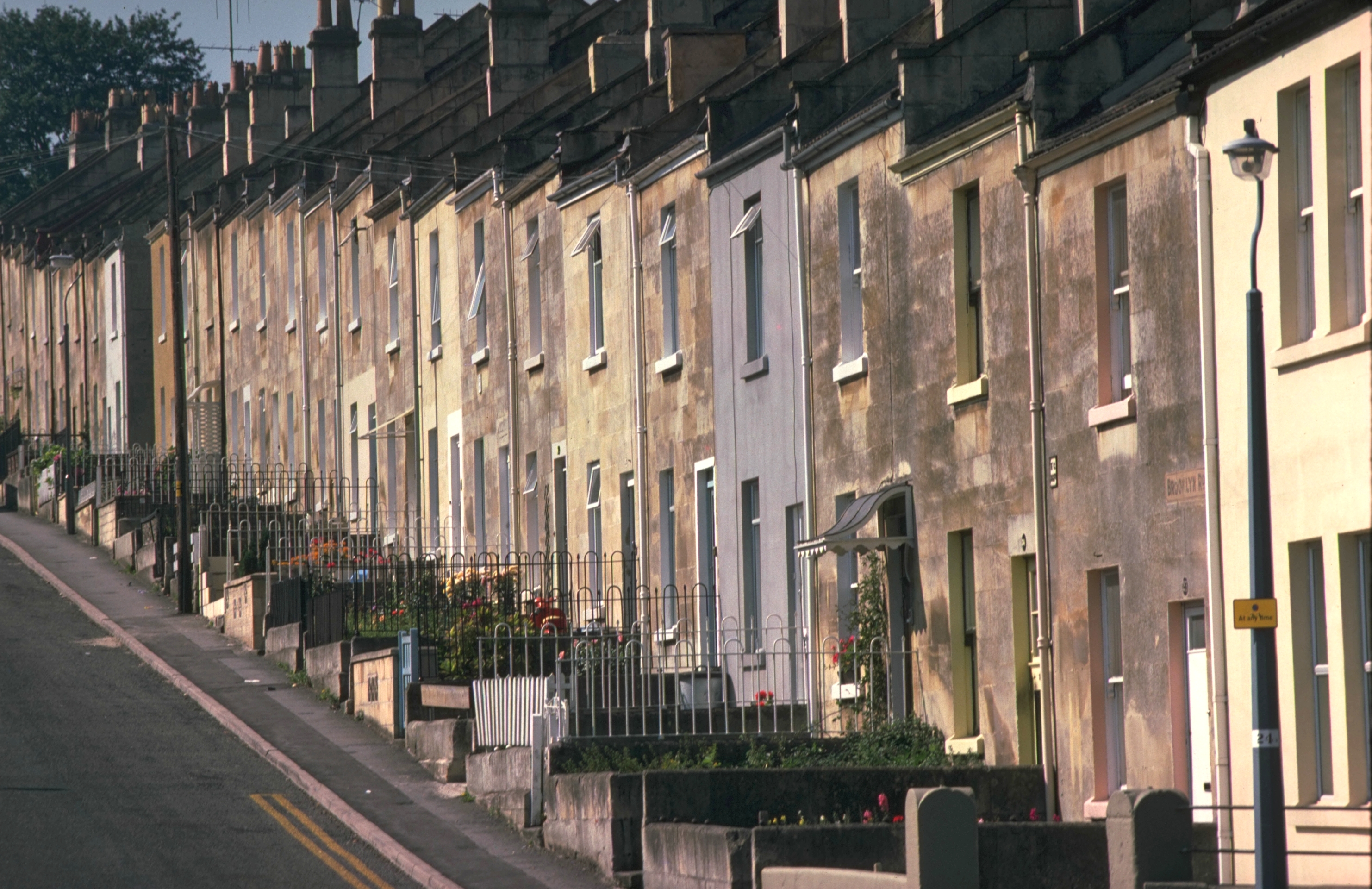
Maisons « en terrasse » dans l'est de Bath.

La population de la ville atteint 40 020 habitants lors du recensement de 1801, faisant de Bath l'une des plus grandes villes d'Angleterre. En 1822, William Thomas Beckford acheta une maison à Lansdown Crescent (en) et finit par acheter deux autres maisons dans le croissant pour former sa résidence. Après avoir acquis le terrain entre son domicile et le haut de Lansdown Hill (en), il créa un parc de plus de 800 mètres de long et construisit Beckford's Tower (en) tout en haut.
L'empereur d'Éthiopie Haïlé Sélassié Ier passa les quatre années que dura son exil, de 1936 à 1940, à Fairfield House. Pendant la Seconde Guerre mondiale, entre la soirée du 25 avril 1942 et les premières lueurs du jour du 27 avril 1942, Bath subit trois raids aériens en représailles contre les raids aériens effectués par la Royal Air Force sur les villes de Lübeck et Rostock. Ces raids faisaient partie de la campagne de la Luftwaffe plus connue sous le nom de Blitz de Baedeker. Plus de 400 personnes y trouvèrent la mort et plus de 19 000 bâtiments furent détruits ou endommagés. Des maisons du Royal Crescent, du Circus et du Paragon (rue de maisons style georgien) brûlèrent, tout comme l'Assembly Rooms, tandis qu'une partie du côté sud du Queen Square (en) était détruit.
Après la guerre, une étude révéla la médiocre qualité des logements. Elle mena au développement de certaines zones de la ville dans le style architectural après-guerre, qui souvent ne cadre pas avec l'architecture géorgienne de la ville. Dans les années 1950, les villages de Combe Down, Twerton (en) et Weston furent rattachés à Bath pour permettre la construction d'un plus grand nombre de logements, la plupart étant des logements sociaux. Dans les années 1970 et 80, il était clair que la conservation des bâtiments historiques était insuffisante et la ville s'occupa de ces bâtiments qui, toujours dans un souci de préservation, furent ouverts au public et réutilisés. En 1987, la ville est inscrite au patrimoine mondial de l'UNESCO, qui reconnaît la richesse culturelle internationale de la ville.
Depuis 2000, de nombreux développements ont été réalisés, notamment avec le Thermae Bath Spa et le centre commercial de SouthGate, ainsi qu'avec le projet de Bath Western Riverside.

## Gouvernement
D'un point de vue historique, Bath fait partie du comté de Somerset et acquiert le statut de county borough en 1889. La ville est par conséquent administrativement indépendante du conseil du comté. La ville est rattachée au comté d'Avon lorsque ce district non-métropolitain est créé en 1974. Depuis la suppression de ce comté en 1996, Bath est le centre principal de l'autorité unitaire de Bath et du nord-est du Somerset. Cependant, Bath fait toujours partie du comté cérémonial du Somerset, mais pas administrativement.
Les fonctions cérémoniales de Bath, dont les maires (qui remontent à 1230) et le contrôle du blason sont maintenant tenues par les charter trustees (en) de la ville de Bath. Le blason montre deux bandes d'argent qui représentent l'Avon et les sources chaudes. L'épée de saint Paul fait référence à l'abbaye de Bath. Les animaux qui soutiennent le tout sont un lion et un ours sur un lit de glands, référence à Bladud, légende de Bath. Les casques de chevaliers fait référence à la seigneurie et la couronne, à Edgar d'Angleterre.
Avant le Reform Act 1832, Bath élit deux membres à la Chambre des communes de l'époque. Depuis, la ville n'avait qu'un seul député (MP) élu, Don Foster, des Démocrates libéraux, jusqu'à sa dissolution en 2010. Sa présence à la Chambre des communes a commencé avec l'élection générale de 1992 : Chris Pattern, précédent député et membre du cabinet, joua un rôle important dans la réélection de John Major, en tant que président du Parti conservateur. Malheureusement, il n'arriva pas à défendre son siège à Bath.

## Géographie

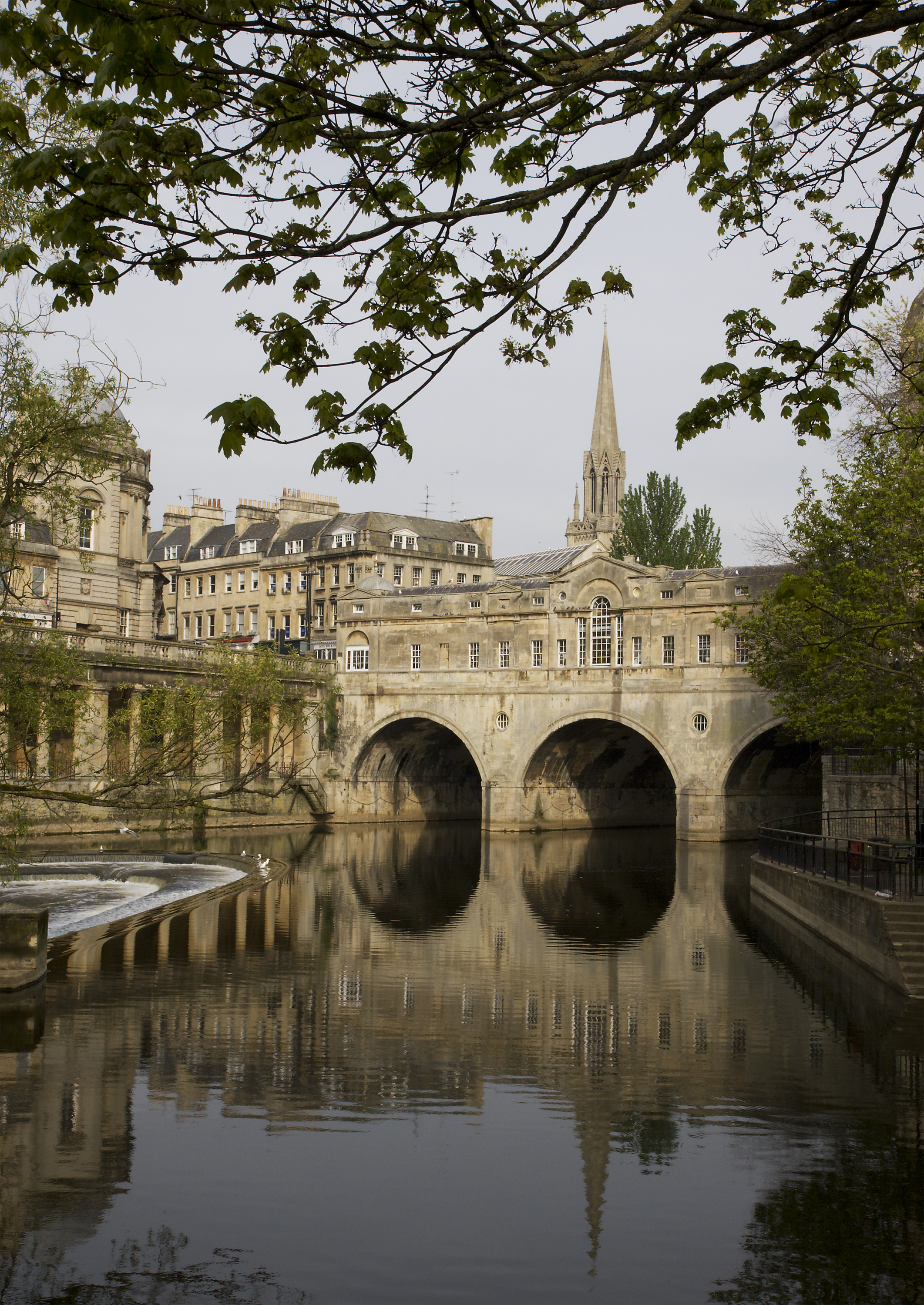
Le Pulteney Bridge datant du XVIIIe siècle et réalisé par Robert Adam sur la rivière Avon.

### Situation
Bath se situe à 51°23′N 2°22′O. Elle est distante de 24 km environ de la ville plus importante et port de Bristol, à laquelle elle est reliée par la route nationale A4. Sa gare, nommée Bath Spa, est desservie par la compagnie de chemins de fer Great Western Railway. Elle se trouve à 156 km à l'ouest de Londres et 13 km au sud-est de Bristol.
La ville est reliée à la mer par le fleuve Avon, navigable pour de petites embarcations au moyen d'écluses. Le fleuve était relié à la Tamise et à Londres par le canal de Kennet et Avon en 1810 via les écluses de Bath ; cette route fluviale, fermée pendant de nombreuses années, mais restaurée dans les dernières années du XXe siècle, est désormais très populaire auprès des utilisateurs de bateaux étroits, et est historiquement une voie fluviale importante vers Londres.

### Géographie physique
Bath se trouve en aval de la vallée de l'Avon et sur le versant sud des Cotswolds, une chaîne de collines calcaires reconnue pour son exceptionnelle beauté naturelle. Les collines, qui entourent et délimitent la ville, atteignent au maximum une altitude de 238 mètres avec le plateau de Lansdown (en). La superficie de la ville fait 29 km2.

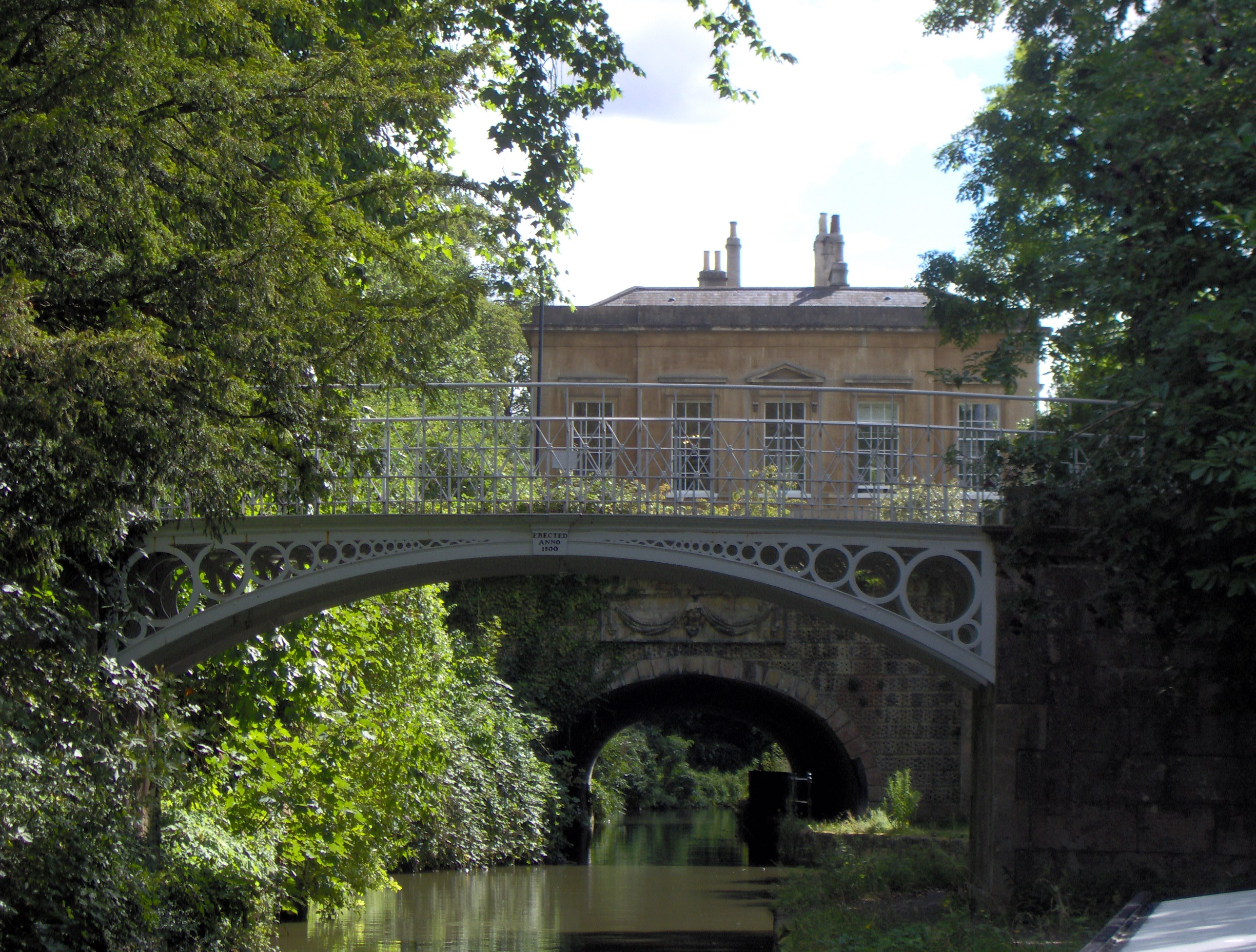
Cleveland House et le pont en fonte de Sydney Gardens enjambant le canal de Kennet et Avon.

Les collines environnantes font que les rues de Bath sont pentues et que les bâtiments semblent gravir les côtes. Le lit principal de l'Avon, qui traverse le centre-ville, se trouve à environ 18 mètres au-dessus du niveau de la mer. La rivière, autrefois un cours d'eau en tresses non navigable ponctué de marais et d'étangs, a été canalisée en un seul lit grâce à des seuils. Néanmoins, les inondations périodiques, qui ont raccourci la vie de plusieurs bâtiments de la partie basse de la ville, étaient monnaie courante jusqu'à ce que le contrôle des grandes inondations soit opérationnel dans les années 1970.
L'eau qui jaillit de la terre en sources géothermiques vient de la pluie se déversant sur les Mendip Hills. Elle s'infiltre dans le calcaire aquifère, pour atteindre une profondeur allant de 2 700 mètres à 4 300 mètres où l'énergie géothermique augmente la température de l'eau entre 64 °C et 96 °C. Alors sous pression, l'eau chaude sort de terre par les fissures et les failles du calcaire. Ce processus est similaire au procédé artificiel du système géothermique amélioré qui aussi utilise la haute pression et les températures que l'on trouve sous terre. Une eau à 46 °C sort de la terre à un débit de 1 170 000 litres par jour d'une faille géologique (la faille de Pennyquick). En 1983, un forage fut réalisé dans la faille ; il fournit une eau propre et potable aux thermes. Il n'existe aucune définition universelle qui permet d'établir la différence entre une source chaude et une source géothermique, bien que d'après certaines définitions[Lesquelles ?], les sources de Bath peuvent être considérées comme les seules sources chaude du Royaume-Uni. Trois de ces sources alimentent les thermes de Bath.

### Climat
Tout comme le reste du Sud-Ouest de l'Angleterre, le climat de Bath est tempéré, mais plus humide et plus doux que le reste du pays. La température moyenne annuelle est de 10 °C. L'amplitude des températures est moins extrême que dans la plupart du reste du Royaume-Uni à cause de la proximité de la mer. Juillet et août sont les mois les plus chauds avec une température moyenne maximale de 21 °C. L'hiver, des températures aussi basses que 1 °C ou 2 °C sont tout à fait normales. L'été, l'anticyclone des Açores affecte le Sud-Ouest de l'île ; cependant, des nuages peuvent se former à l'intérieur des terres et réduisent par conséquent la durée d'ensoleillement qui est un peu plus basse que la moyenne régionale de 1 600 heures par an. En décembre 1998, on a enregistré un total de vingt jours consécutifs sans soleil à Yeovilton. La plupart des précipitations de la région sont dues aux dépressions venant de l'Atlantique. En été, la plupart des chutes de pluie viennent du réchauffement du sol par le soleil, ce qui provoque une convection et crée des averses et des orages. La moyenne des précipitations est de 700 mm. Il est typique d'avoir huit à quinze jours de neige. C'est de novembre à mars que le vent souffle le plus fort, tandis que de juin à août, on en relève très peu. Le vent vient du sud-ouest.
| Mois                              | jan. | fév. | mars | avril | mai  | juin | jui. | août | sep. | oct. | nov. | déc. | année |
| --------------------------------- | ---- | ---- | ---- | ----- | ---- | ---- | ---- | ---- | ---- | ---- | ---- | ---- | ----- |
| Température minimale moyenne (°C) | 1,4  | 1,3  | 2,7  | 3,7   | 6,8  | 9,7  | 11,9 | 11,7 | 9,6  | 6,9  | 3,6  | 2,4  | 6     |
| Température maximale moyenne (°C) | 8,1  | 8,3  | 10,6 | 12,9  | 16,5 | 19,3 | 21,5 | 21,7 | 18,6 | 14,8 | 11,1 | 9    | 14,4  |
| Précipitations (mm)               | 72   | 55,6 | 56,6 | 47,3  | 48,9 | 57,2 | 48,9 | 56,6 | 64,5 | 67,9 | 65,8 | 83,3 | 724,5 |

## Démographie

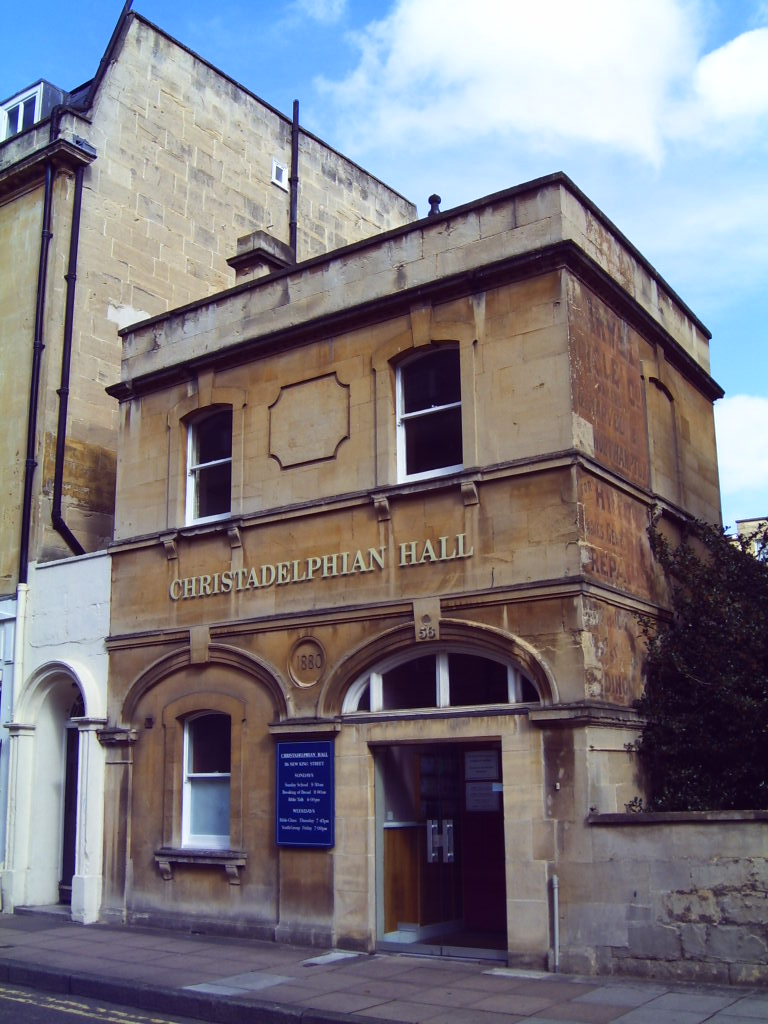
Christadelphian Hall,
New King Street.

En 2001, Bath comptait 83 992 habitants. Selon le recensement de 2001 effectué par le gouvernement britannique, Bath et le Nord-Est du Somerset (c'est-à-dire les alentours de Bath jusqu'à la Chew Valley) regroupent 169 040 habitants, d'une moyenne d'âge de 39,9 ans (la moyenne d'âge nationale étant de 38,6 ans). Selon les mêmes statistiques, 97,2 % de la population est d'origine caucasienne, pourcentage plus élevé que la moyenne nationale établie à 90,9 %. 1 % de la population est multiraciale, 0,5 % est asiatique et 0,5 % est noire (les moyennes nationales sont respectivement de 1,3 %, 4,6 % et 2,1 %).
La région est à majorité chrétienne (71 %). Aucune autre religion ne dépasse les 0,5 %. Ces chiffres sont de manière générale comparables aux moyennes nationales, bien que les irréligieux, qui atteignent les 19,5 %, soient bien au-dessus de la moyenne nationale de 14,8 %. 7,4 % de la population ont été malades dans les douze derniers mois (la moyenne nationale est de 9,2 %). Au niveau national, 18,2 % de la population déclare être atteint d'une longue maladie ; à Bath, la taux est de 15,8 %.

## Culture
Au XVIIIe siècle, Bath devint le centre à la mode de la vie mondaine en Angleterre. C'est à cette période que le Old Orchard Street Theatre est construit, tout comme d'autres projets architecturaux dont Lansdown Crescent, le Royal Crescent, The Circus et le Pulteney Bridge.
Aujourd'hui, on compte cinq théâtres dans la ville : le Theatre Royal (en), The Egg, le Ustinov Studio, le Rondo Theatre et le Mission Theatre. Ces théâtres attirent des troupes internationales de renom, dont des représentations annuelles de Peter Hall. La ville a aussi une tradition musicale de longue date. L'abbaye de Bath abrite le Klais Organ et est la salle de concert la plus importante de la ville, avec vingt concerts et vingt-six récitals d'orgue par an. une autre salle de concert importante est le Forum qui compte 1 700 places assises. Ce bâtiment art déco était autrefois un cinéma. Tous les ans se tiennent le Bath International Music Festival et le Mozartfest. D'autres festivals ont lieu, tels que le Bath Film Festival, le Bath Literature Festival et son équivalent pour les enfants, le Bath Fringe Festival et le Bath Beer Festival. Le Bach Festivals ont lieu tous les deux ans et demi. Chaque année se tient la compétition du Bard of Bath, qui décide de qui est le meilleur poète, chanteur ou conteur de la ville. Le barde se sert de ce titre afin de concrétiser des projets artistiques dans la région, et réalise des promenades à la barde le soir, dans la ville. Ce titre fait revivre une tradition celtique venant des druides et datant de l'âge de fer. Les druides étaient alors législateurs, juges et maîtres de cérémonie; les vates étaient des médiums, des guérisseurs et des prophètes; et les bardes étaient des poètes, des musiciens et garants de l'histoire. Tous avaient un statut élevé et une place au sein des cercles mystiques et religieux.
On trouve aussi à Bath la Victoria Art Gallery, le Museum of East Asian Art et le Holburne Museum of Art, plusieurs galeries commerciales d'art et de magasins d'antiquités, de nombreux musées dont le Bath Postal Museum, le Fashion Museum, le Jane Austen Centre, le Herschel Museum of Astronomy et les thermes. La Bath Royal Literary and Scientific Institution, qui se trouve maintenant sur Queen Square et fondée en 1821, détient une grande collection, et organise débats et échanges.

### Bath et les arts

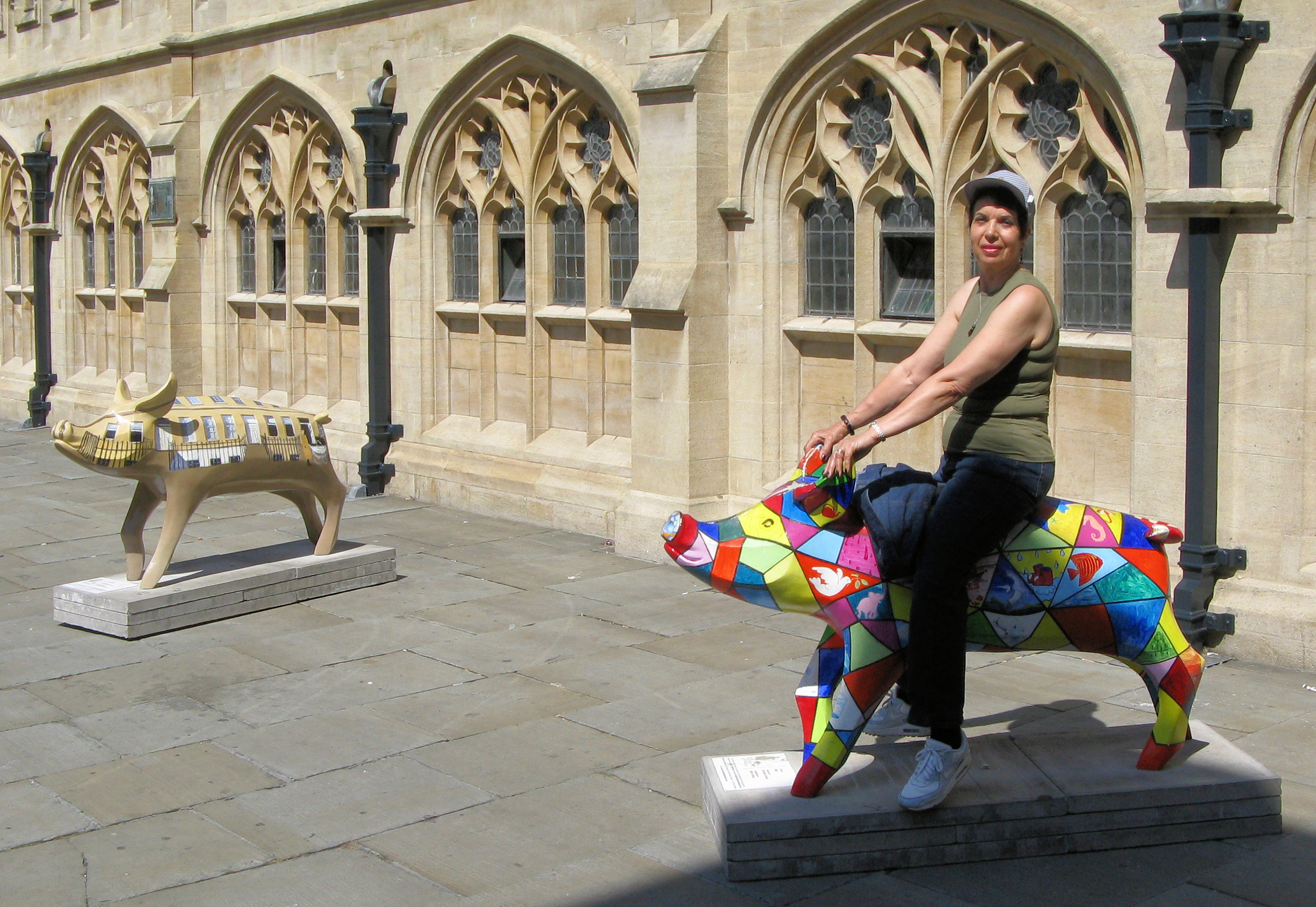
Trois des 104 cochons exposés dans toute la ville. C'est un événement artistique public, appelé Les cochons du roi Bladud à Bath, en hommage à la ville, à ses origines et ses artistes. Des sculptures de cochons décorés ont été placées dans ville, courant été 2008, pour être ensuite mises aux enchères afin de lever des fonds pour le Two Tunnels Greenway.

Au XVIIIe siècle, les peintres Thomas Gainsborough et Sir Thomas Lawrence vécurent et travaillèrent à Bath,. John Maggs, très connu pour ses tableaux d'auberges de relais, est né à Bath et y a vécu avec sa famille. William Friese-Greene commença ses expériences sur cellulo dans son studio de Bath dans les années 1870, et développa l'une des premières caméras. Certains voient même en lui l'inventeur du cinéma. Le musée d'art principal de la ville est le Holburne Museum qui donne sur les Sydney Gardens.
De 1801 à 1806, Jane Austen a habité la ville avec son père, sa mère et sa sœur Cassandra, dans quatre maisons successives. Cependant, Jane Austen n'a jamais vraiment aimé Bath. Elle écrit même à sa sœur : « Cela fera deux ans demain que nous avons quitté Bath, quelle heureuse sensation d'évasion ». Cela n'a pas empêché la ville d'honorer son nom avec le Austen Centre. Une promenade porte aussi son nom. Northanger Abbey et Persuasion, romans écrits par Jane Austen, se déroulent en grande partie à Bath. On y retrouve des descriptions sur la vie des thermes, la vie sociale et les récitals musicaux. La vie aux thermes est aussi décrite dans Les Papiers posthumes du Pickwick Club, de Charles Dickens. Dans ce roman, Sam Weller, le serviteur de Pickwick, dit des eaux qu'elles « [sentent] la tôle rouge », tandis que le Royal Crescent est le théâtre d'une course poursuite entre deux personnages, Dowler et Winkle. Le roman de Moyra Caldecott (en), intitulé The Waters of Sul, se passe dans les thermes romains en 72. La pièce de théâtre de Richard Brinsley Sheridan, The Rivals, se déroule dans la ville, tout comme la nouvelle de Roald Dahl, The Landlady.
Beaucoup de films et de programmes télévisés ont été tournés à Bath, se servant de l'architecture de la ville pour décor. C'est le cas de Vanity Fair (2004), tiré du roman-éponyme écrit par William Makepeace Thackeray, The Duchess (2008), The Elusive Pimpernel (1950) et Tortillard pour Titfield (1953).
En août 2003, Les Trois Ténors ont chanté au concert d'inauguration des Thermae Bath Spa, nouveau complexe spa dans le centre-ville. Des retards dans l'avancement du projet ont repoussé l'ouverture de ces nouveaux thermes au 7 août 2006.

### Parcs

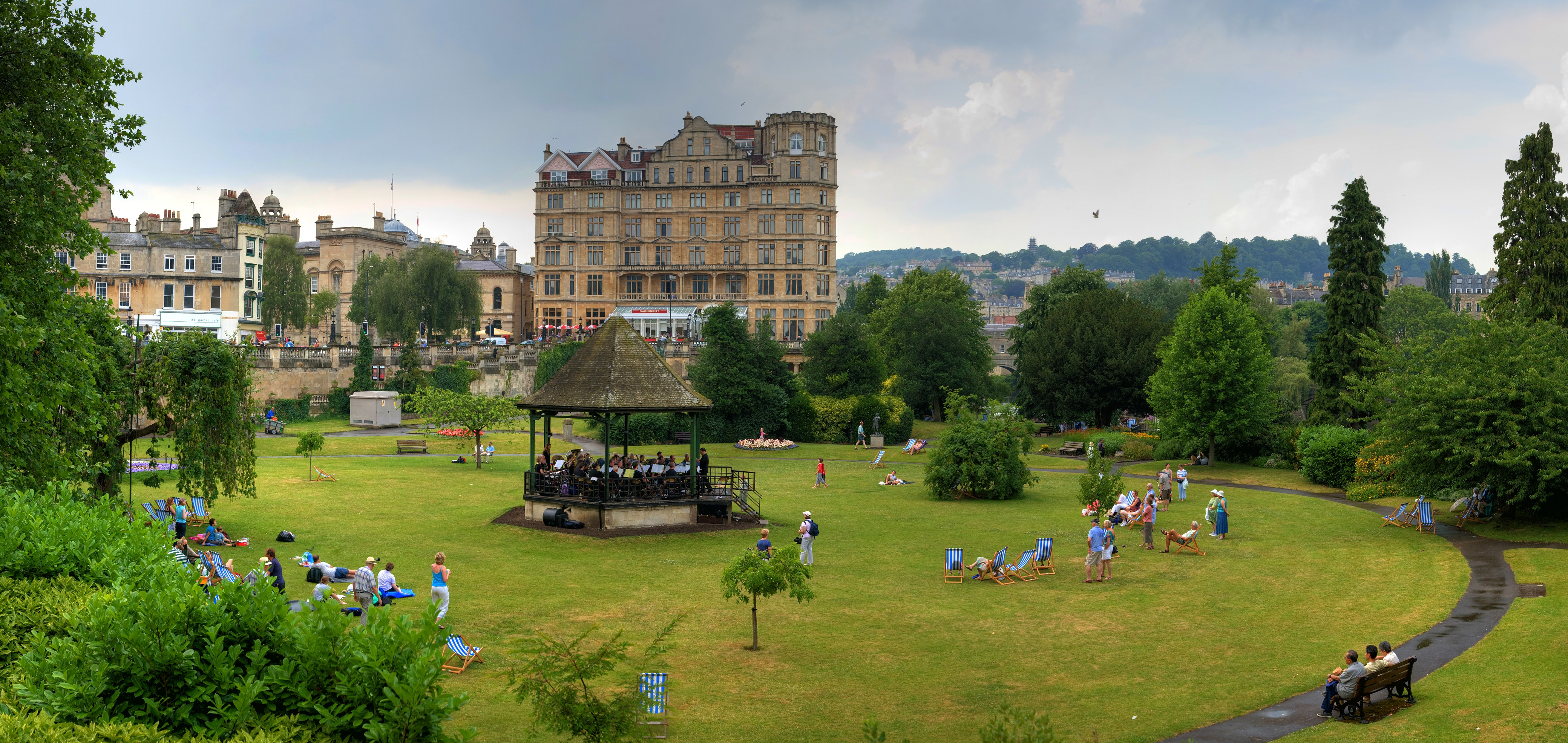
Parade Gardens au mois de juillet, après une averse.

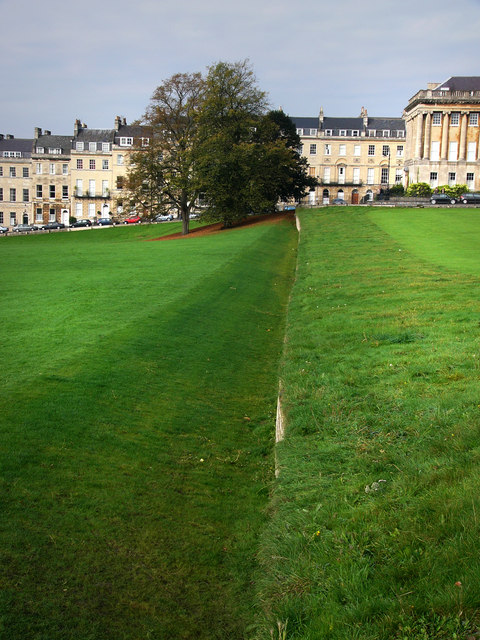
Ha-ha près du Royal Crescent de Bath.

La ville bénéficie de plusieurs parcs publics, le plus important étant le Royal Victoria Park (en), qui se trouve non loin du centre-ville. Son inauguration date de 1830 et a été faite par la jeune princesse Victoria alors âgée de onze ans. C'est le premier parc à porter son nom. Il fait 23 ha et regorge de divertissements : une rampe skateboard, des courts de tennis, un bowling, un green et deux terrains de golf, un étang, des concerts en plein air, et un terrain de jeux très apprécié des enfants. Il est principalement recouvert d'une pelouse. Une caractéristique notable du parc est le ha-ha qui le sépare du Royal Crescent, tout en donnant l'impression aux gens se trouvant au Crescent qu'il n'y a aucune interruption entre le bas du parc et la Royal Avenue. Le parc a reçu le Green Flag Award qui récompense les parcs et les espaces verts d'Angleterre et d'Écosse, et est inscrit sur la liste de l'English Heritage comme parc historique. Les jardins botaniques, qui font aujourd'hui 3,84 ha, ont été créés en 1887. La copie d'un temple romain a été utilisée pour la British Empire Exhibition à Wembley en 1924. En 1987, on agrandit les jardins pour y inclure le Great Dell, une carrière désaffectée qui contient une grande variété de conifères.
Les autres parcs de la ville sont les suivants : Alexandra Park, qui se trouve en haut d'une colline qui donne sur la ville ; Sydney Gardens, jardin d'agrément au XVIIIe siècle ; Henrietta Park ; Hedgemead Park ; et Alice Park. Jane Austen écrit à propos de Sydney Gardens : « Ce serait agréable de vivre près de Sydney Gardens. Nous pourrions aller dans le labyrinthe tous les jours », Alice Park, Henrietta Park et Alexandra Park ont été construits en même temps que les améliorations apportées aux logements de la ville. On trouve aussi un parc linéaire qui longe la ligne de chemin de fer Somerset and Dorset Joint Railway. L'année 1815 voit la construction des Cleveland Pools dans un espace vert adjacent à l'Avon. C'est aujourd'hui la plus vieille piscine en plein air d'Angleterre, et des projets de restauration ont été présentés.

### Cuisine

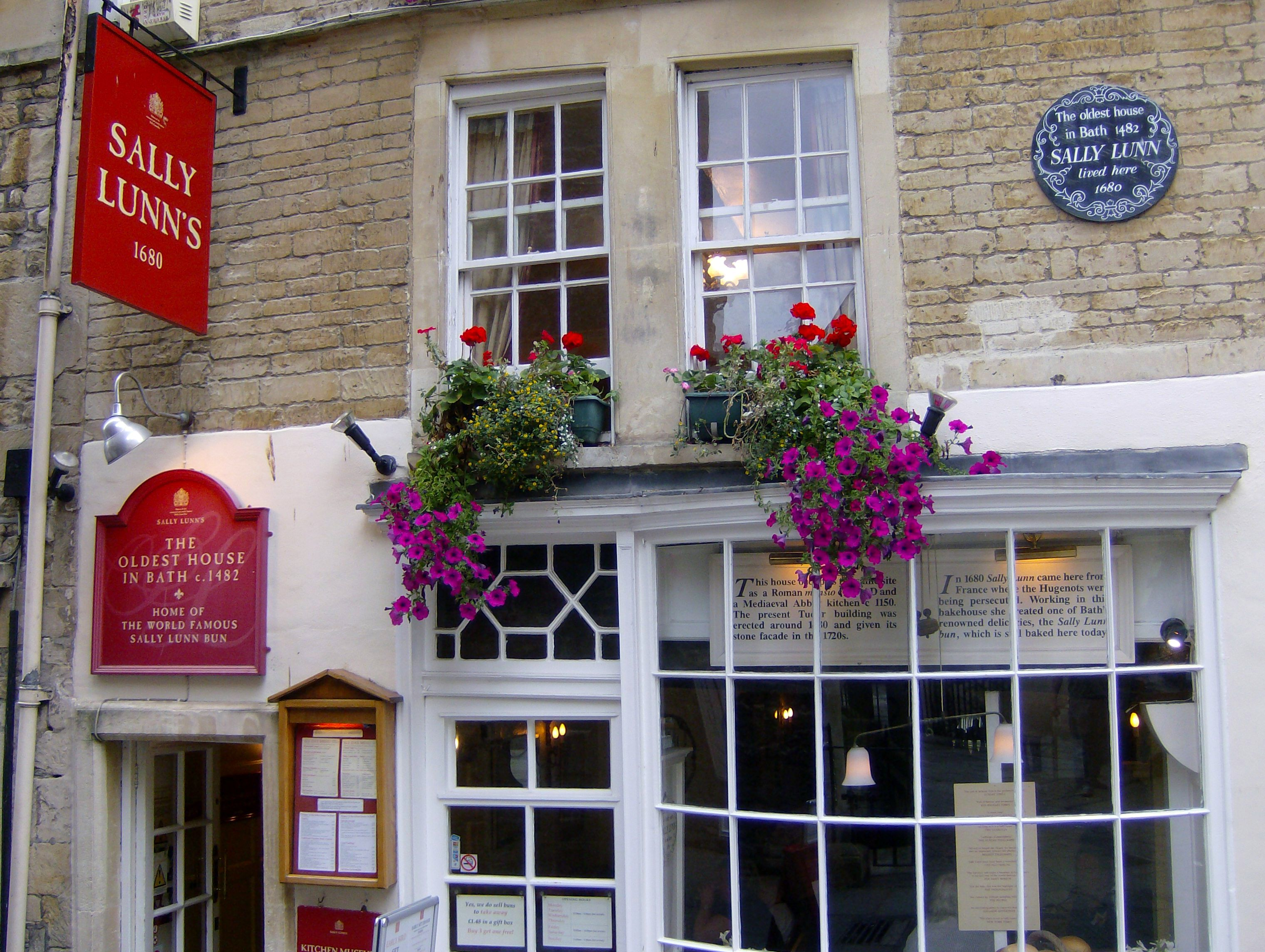
Sally Lunn's, lieu d'origine du Sally Lunn Bun.

Bath est associé à une spécialité culinaire, le Sally Lunn bun (une sorte de gâteau pour accompagner le thé), qui a longtemps été préparé à Bath. Son nom est apparu pour la première fois dans le journal local, le Bath Chronicle, en 1722. À cette époque, ce gâteau était mangé chaud pendant les petits-déjeuners publics qui avaient lieu au Spring Gardens. Il peut être mangé avec une garniture sucrée ou salée. On le confond parfois avec les Bath buns qui sont plus petits, ronds, très sucrés et riches, et qui sont associés à la ville depuis l'Exposition universelle de 1851. À l'origine, les Bath buns sont nappés avec des espèces de dragées écrasées, fabriquées en trempant des graines de carvi dans de l'eau bouillante à plusieurs reprises. On peut remplacer les graines par des grains de sucre.
Bath prête aussi son nom à une recette typique, celle du Bath Oliver, une gâteau sec fait avec de la farine, du beurre, de la levure et du lait. Il a été inventé par William Oliver, docteur à la Royal National Hospital for Rheumatic Diseases en 1740 William Oliver était un précurseur dans la lutte contre l'obésité et est l'auteur de Practical Essay on the Use and Abuse of warm Bathing in Gluty Cases. Plus récemment, les efforts d'Oliver ont été détournés, car une nouvelle version du biscuit enrobée de chocolat a vu le jour. Le nom des Bath Chap, c'est-à-dire la joue et la mâchoire de cochon qui sont salées et fumées, vient aussi de la ville. On peut toujours trouver les Bath Chap au marché couvert de la ville. Bien qu'il y ait une brasserie du nom de Bath Ales, qui se situe à Warmley, les bières Abbey Ales sont brassées à Bath.

### Personnalités liées à Bath
- Gertrude Trevelyan (1903-1941), romancière anglaise ;
- Ann Widdecombe (1947-), femme politique britannique.

## Sport

Le logo de l'équipe de Bath de rugby.

Bath Rugby est une équipe de rugby à XV du championnat de rugby d'Angleterre et est entraîné par Steve Meehan. Leur maillot est noir, bleu et blanc, au stade du Recreation Ground depuis la fin du XIXe siècle, après la création du club en 1865. Leurs plus grands mérites sont d'avoir gagné la coupe d'Angleterre de rugby à XV quatre années consécutives, de 1984 à 1987, et d'avoir remporté six fois cette même coupe entre 1988 et 1996. Pendant cette période, l'équipe gagne aussi la Anglo-Welsh Cup en 1989, 1990, 1992, 1994, 1995 et 1996. L'équipe finit par gagner la coupe d'Europe de rugby à XV (ou H Cup) en 1998 et participe à la finale du championnat d'Angleterre, à l'époque la Zurich Premiership, en 2004. Certains membres de l'équipe jouent aussi dans le XV de la Rose : Lee Mears, David Flatman, Nick Abendanon et Matt Banahan. La Colston's School, école privée basée à Bristol, a activement contribué à la réussite de l'équipe en lui fournissant des joueurs. L'ancien entraîneur de l'équipe nationale d'Angleterre, Andy Robinson, était le capitaine de l'équipe de Bath. Ses deux prédécesseurs, Sir Clive Woodward et Jack Rowell, étaient eux aussi issus de l'équipe de rugby de Bath, tout comme son successeur, Brian Ashton.
Le Bath City Football Club est une équipe de football. L'équipe est montée de la 6e division à la 5e division en 2010. Le stade du club s'appelle Twerton Park. Jusqu'en 2009, Team Bath F.C. était affilié au programme sportif universitaire. En 2002, Team Bath devient le premier club universitaire à entrer dans la coupe d'Angleterre de football en 120 ans et a réussi à passer les quatre premiers tours de qualification avant la vraie compétition. L'équipe universitaire a été créée en 1999, tandis que l'équipe de la ville existait déjà en 1908 (lorsqu'elle participe à la Western League). Cependant, en 2009, la Football Conference a décidé que Team Bath ne pouvait pas monter en division nationale, ni participer aux compétitions. Cette décision a conduit à la fermeture du club à la fin de la saison 2008/2009. Cette année-là, l'équipe termina 11e du championnat.

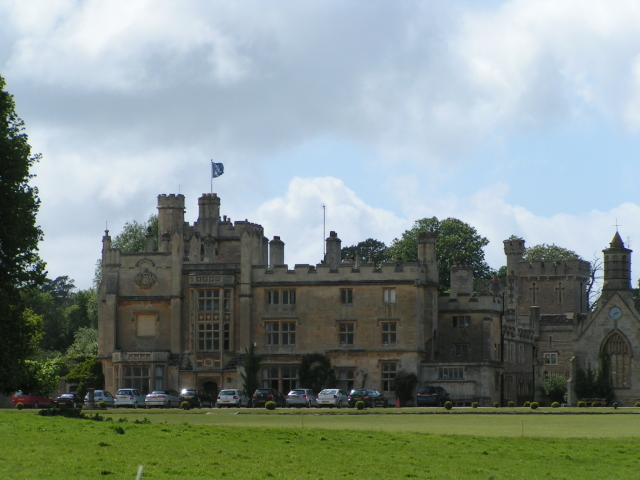
Farleigh House, centre d'entrainement de l'équipe de rugby de Bath.

Il y a plusieurs clubs de cricket en ville, dont le Bath Cricket Club qui se situe sur le terrain de North Parade, et joue dans la West of England Premier League. On peut aussi jouer au cricket au Recreation Ground, de l'autre côté du terrain de rugby. Chaque année s'y déroule le Bath Cricket Festival et l'on peut voir le Somerset County Cricket Club y jouer quelques parties. Le Recreation Ground accueille aussi le Bath Croquet Club qui s'est reformé en 1976 et est affilié à la South West Federation of Croquet Clubs.
Le semi-marathon de Bath se court dans les rues de la ville tous les ans et on compte 10 000 participants. Le cyclisme est aussi un sport florissant à Bath. On peut faire du vélo au Royal Victoria Park, aux Tumps au nord de la ville, à Lansdown Hill (en), et à Prior Park. On trouve aussi d'autres lieux aux alentours de Bath : Brown's Folly à Batheaston, et Box Woods à Box.
TeamBath est le nom de l'équipe de sport de l'université de Bath (dont l'équipe de football mentionnée plus haut). Les sports qui y sont pratiqués sont les suivants : l'athlétisme, le badminton, le basket-ball, le skeleton, le bobsleigh, le hockey sur gazon, le judo, le pentathlon moderne, le netball, le rugby, la natation, le tennis, le triathlon et le volleyball.

## Industrie
Autrefois, Bath avait un secteur industriel important, avec en tête des entreprises telles que Stothert & Pitt (en). Aujourd'hui, ce secteur est sur le déclin. Cependant, la ville peut se vanter de sa solidité dans l'industrie des logiciels, de l'édition et des sociétés de services, accueillant des entreprises telles que Future plc et London & Country mortgage brokers. Le secteur du tourisme est aussi très dynamique grâce aux touristes qui affluent dans la ville. On compte 30 000 emplois dans les secteurs de l'éducation et de la santé ; 14 000 dans les secteurs de la distribution, du tourisme et des loisirs et 10 000 dans les secteurs des affaires et des services professionnels. Les principaux employés de la ville sont le National Health Service, les deux universités, le Bath and North East Somerset Council et le ministère de la Défense, bien que plusieurs bureaux du ministère de la Défense ait été délocalisés à Bristol. Les emplois se développent dans les secteurs de l'informatique, de la communication, de la création et de la culture. Bath est un des centres nationaux de l'édition, grâce à Future lpc qui emploie environ 650 personnes. D'autres sociétés telles que Helphire Group (800 emplois), Buro Happold (400 emplois) et IPL Information Processing (250 emplois). La ville compte environ 400 commerces de détails, 50 % d'entre eux étant tenus par des spécialistes indépendants, et une centaine de restaurants et de cafés qui tournent grâce au tourisme.

## Tourisme

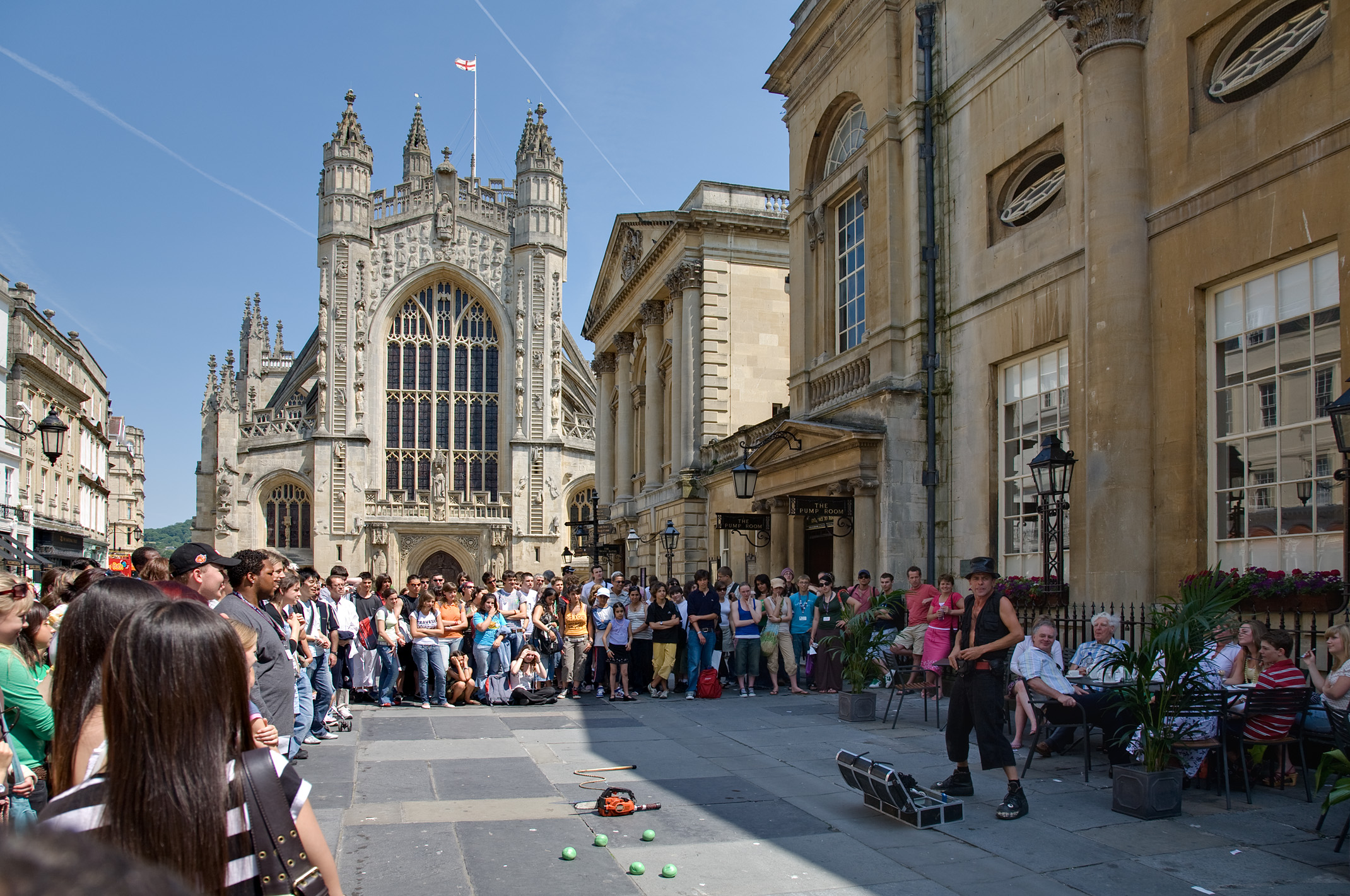
Bath attire les touristes toute l'année. Sur cette image, un artiste en pleine représentation ; les thermes de Bath se trouvent sur la droite.

Le tourisme est l'une des premières activités de Bath. Les visiteurs se tournent le généralement vers le tourisme de mémoire et le tourisme culturel, surtout grâce au fait que la ville est inscrite au patrimoine mondial de l'UNESCO. Chaque étape de l'histoire de l'Angleterre est inscrite dans les rues et les murs de la ville, des thermes (qui prouve la présence du peuple celte), en passant par l'abbaye et le Royal Crescent, au Thermas Bath Spa, construit au début du XXIe siècle. La ville compte 300 lits, dont 80 hôtels et plus de 180 chambre d'hôtes. Beaucoup de ces endroits se trouvent dans des bâtiments de style géorgien. L'histoire de la ville est racontée au Building of Bath Collection, dans un bâtiment datant de 1765. C'était à l'origine une église presbytérienne. Ce bâtiment était connu sous le nom de la chapelle de la comtesse de Huntingdon, car elle vécut dans la maison attenante de 1707 à 1791. Deux hôtels de la ville sont des cinq étoiles. Deux campings sont installés à l'ouest de la ville qui compte une centaine de restaurants, et presque autant de pubs et de bars. Certaines entreprises proposent des visites de la ville dans des bus au toit ouvert, et des circuits pédestres ou fluviaux. Depuis 2006 et la création du Thermas Bath Spa, Bath essaie de regagner sa position unique en Angleterre de ville qui propose de se baigner dans des sources chaudes naturelles.
Lors de la remise du prix remis par Google Street View et récompensant les plus belles rues, le Royal Crescent a obtenu la deuxième place au classement de « la rue la plus pittoresque d'Angleterre », la première place étant revenue aux Shambles de York. Milsom Street a reçu le prix de la rue la plus mode, avec 11 000 votes,.

### Lieux touristiques

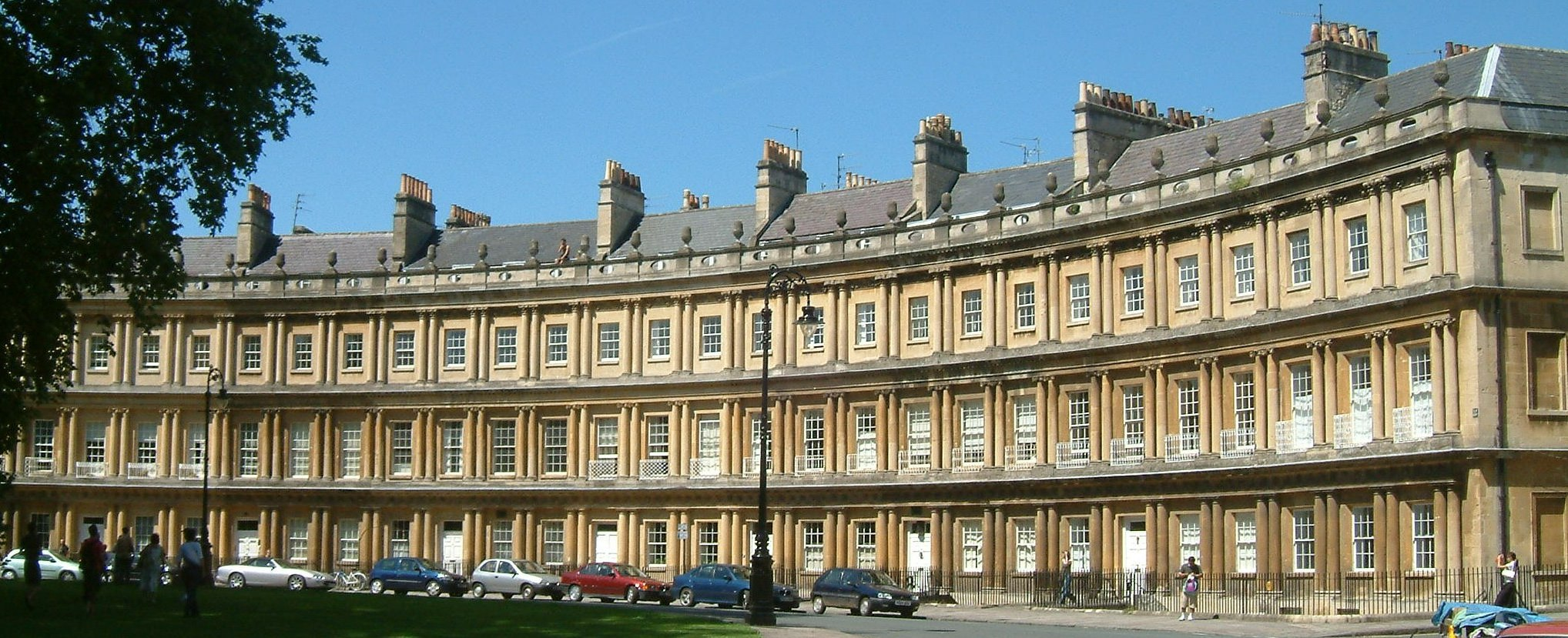
The Circus.

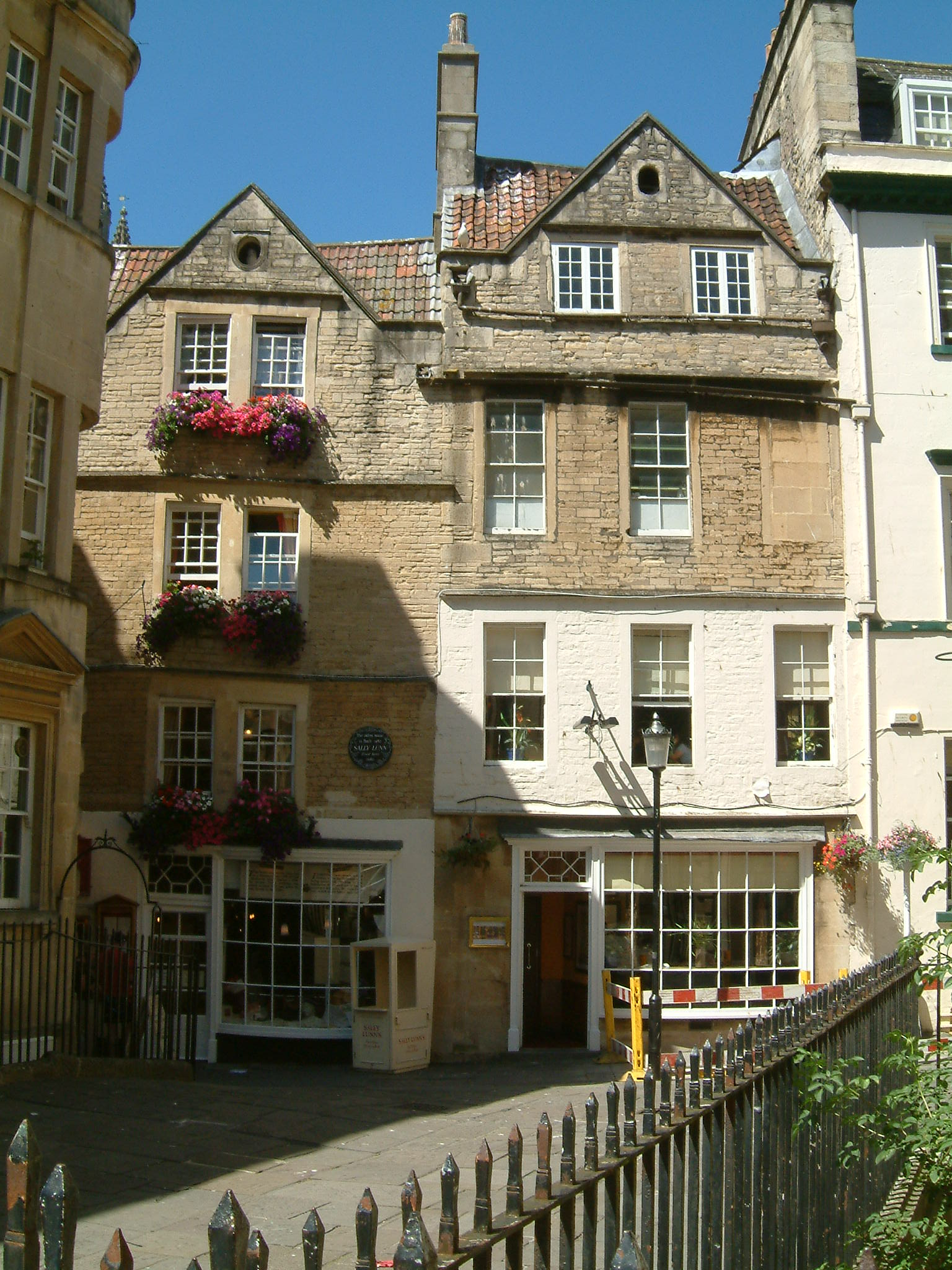
La maison de Sally Lunn.

Vue en haute définition sur la ville depuis Alexandra park.

- L'abbaye de Bath
- L'American Museum (en)
- L'Assembly Rooms de Bath
- L'Avon
- Le Bath Postal Museum (en)
- Beckford's Tower (en)
- La Building of Bath Collection (en)
- Claverton Pumping Station (en)
- La Grand Pump Room (en)
- Great Pulteney Street (en)
- Le Holburne Museum of Art
- Le canal Kennet et Avon
- Le Museum of East Asian Art
- Prior Park
- Le Pulteney Bridge
- Queen Square (en)
- Le Recreation Ground
- Le Royal Crescent
- Les thermes de Bath
- Solsbury Hill
- SouthGate (en)
- St. Catherine's Court (en)
- Le Circus
- Le Theatre Royal (en)
- Le Thermae Bath Spa
- La Victoria Art Gallery (en)
- Le Musée d'astronomie Herschel

### Jumelages
La ville de Bath est jumelée avec :
- Aix-en-Provence (France) ;
- Alkmaar (Pays-Bas) ;
- Brunswick (Basse-Saxe) (Allemagne) ;
- Kaposvár (Hongrie).

Bath a aussi un accord de partenariat avec Beppu au Japon et avec Manly, quartier de Sydney, Australie.

## Transport
Bath se trouve à environ 13 km au sud-est de Bristol. Les deux villes sont reliées par la route A4 qui dessert le sud-ouest de l'Angleterre. Afin d'essayer de réduire l'utilisation de la voiture, des parcs relais ont été installés à Odd Down, Lansdown et Newbridge. Un système de bus a aussi été prévu à Northgate pour réduire le trafic en centre-ville. Le National Express Group propose des services d'autocar qui partent de la station de bus de Bath et qui desservent plusieurs villes. Le réseau de bus de la ville de Bath s'appelle First Group : leurs bus s'occupent du centre-ville et des villes alentour. Une autre société propose des circuits touristiques en ville dans des bus à impériale au toit ouvert.

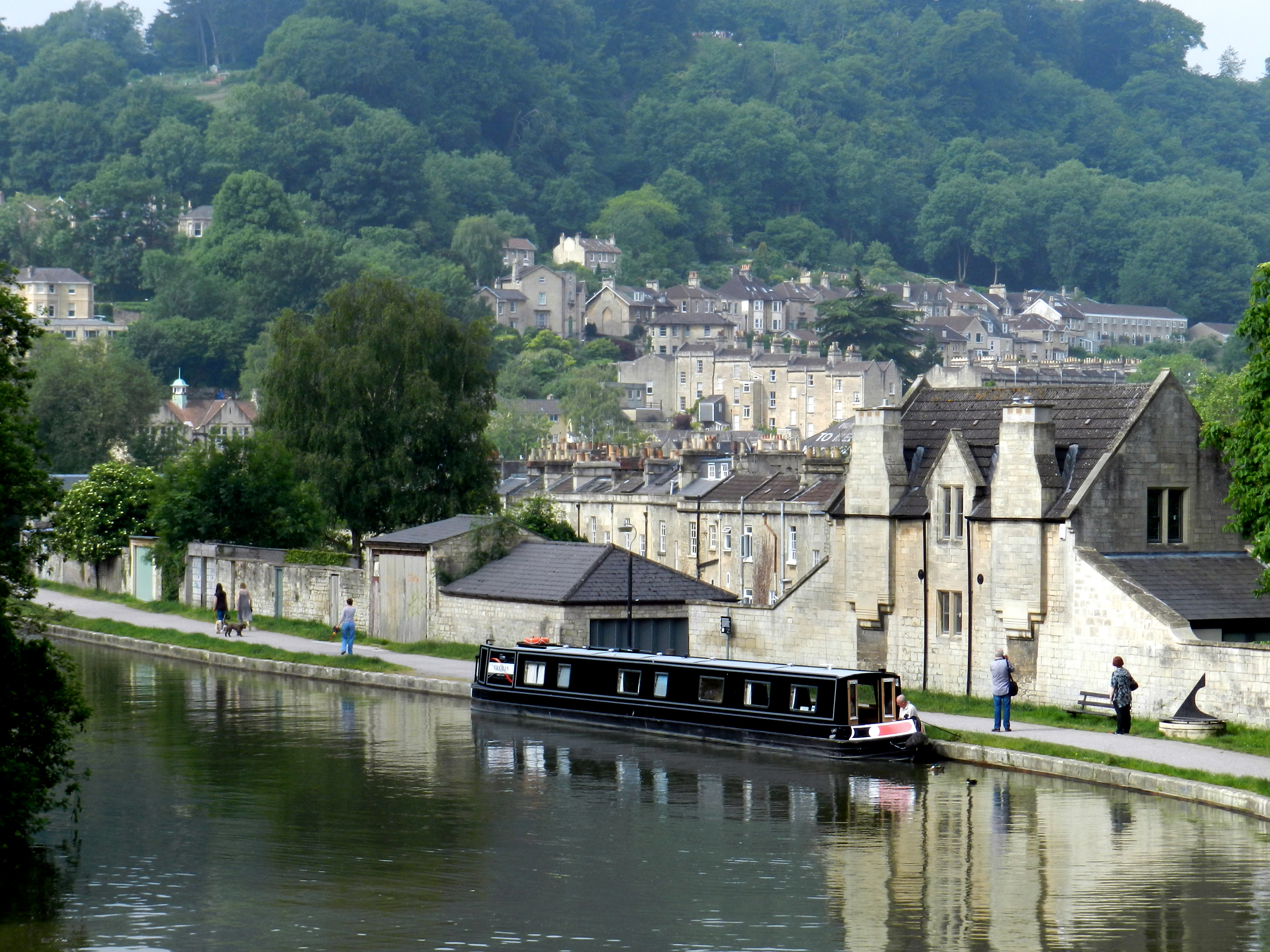
Vue du canal.

La ville est reliée à Bristol et à la mer par l'Avon, navigable aujourd'hui grâce à une série d'écluses. En 1810, l'Avon est relié à la Tamise et à Londres par le canal Kennet et Avon. Cette voie fluviale est restée fermée pendant longtemps, mais a été restaurée à la fin du XXe siècle. Le canal est aujourd'hui très prisé des utilisateurs de narrowboat, bateau spécialement conçu pour naviguer sur les canaux d'Angleterre et du Pays de Galles. Bath se trouve sur la piste cyclable National Cycle Route 4, dont l'une des premières pistes cyclables, la Bristol & Bath Railway Path, à l'ouest, et une piste allant vers Londres, à l'est, qui est en fait la chemin de halage du canal. Bien que Bath ne dispose pas d'aéroport, la ville se trouve à environ 18 km de l'aéroport de Bristol.
La gare ferroviaire de Bath se nomme Bath Spa et a été conçue par Isambard Kingdom Brunel. Des trains vont régulièrement à la gare de Paddington de Londres, à la gare de Temple Meads de Bristol, à la gare centrale de Cardiff, celles d'Exeter, de Plymouth, de Penzance, de Westbury, de Warminster, de Salisbury, de Southampton, de Portsmouth et de Brighton. C'est la First Great Western qui assure le service de cette ligne. À Oldfield Park se trouve une gare ferroviaire de banlieue, mais qui ne dessert pas autant les autres villes. La gare de Green Park était autrefois le terminus de la Midland Railway et la gare de jonction de la Somerset and Dorset Joint Railway (en), dont la ligne allait de Bear Flat en passant par Combe Down Tunnel, montait jusqu'aux Mendip Hills pour desservir beaucoup de villes et de villages sur 71 km, et pour finir son voyage à Bournemouth. Cette ligne rurale est l'exemple type des fermetures de lignes qu'a effectué le gouvernement, dans les années 1960, pour réduire le coût de la British Rail (appelée aussi Beeching Axe) ; celle-ci fut fermée en mars 1966. La gare de Bath, aujourd'hui rénovée, accueille des magasins, un marché tous les samedis et le parking d'un supermarché, tandis que la Somerset and Dorset Joint Railway (en) dans Bath va être réutilisée pour le Two Tunnels Greenway (en), un chemin pour piétons et cyclistes qui prolongera la National Cycle Route 24 (en) jusque dans la ville.
Le 24 décembre 1880 est inauguré le tramway. Les voitures étaient tirées par des chevaux de London Road à la gare de Bath Spa, mais ce système cessa en 1902. En 1904, un système de tram électrique fut implanté à la place. On prolongea le système de 18 km, avec des voies allant à Combe Down, Oldfield Park, Newton St Loe, Weston et Bathford. On comptait quarante voitures, toutes à étage sauf six. La première ligne qui fut fermée a été remplacée par un bus en 1938. La dernière ligne ferma le 6 mai 1939.

## Patrimoine
Beaucoup de sites archéologiques de l'ère romaine sont visibles dans la ville. Mais les thermes se trouvent à 6 m sous le niveau des rues de la ville. Autour des sources chaudes, on peut voir les fondations romaines, les piliers et les bains. Cependant, la pierre au-dessus du niveau des bains est plus récente.
L'abbaye de Bath est une ancienne église normande construite sur des fondations préexistantes. Le bâtiment tel qu'on le connaît date du début du XVIe siècle et est de style gothique perpendiculaire avec des arcs-boutants et des pinacles qui décorent des parapets en créneau et percés. Le chœur et les transepts doivent leur voûte en éventail à Robert et William Vertue. La nef obtint une voûte du même type au XIXe siècle. Le bâtiment compte cinquante-deux fenêtres.

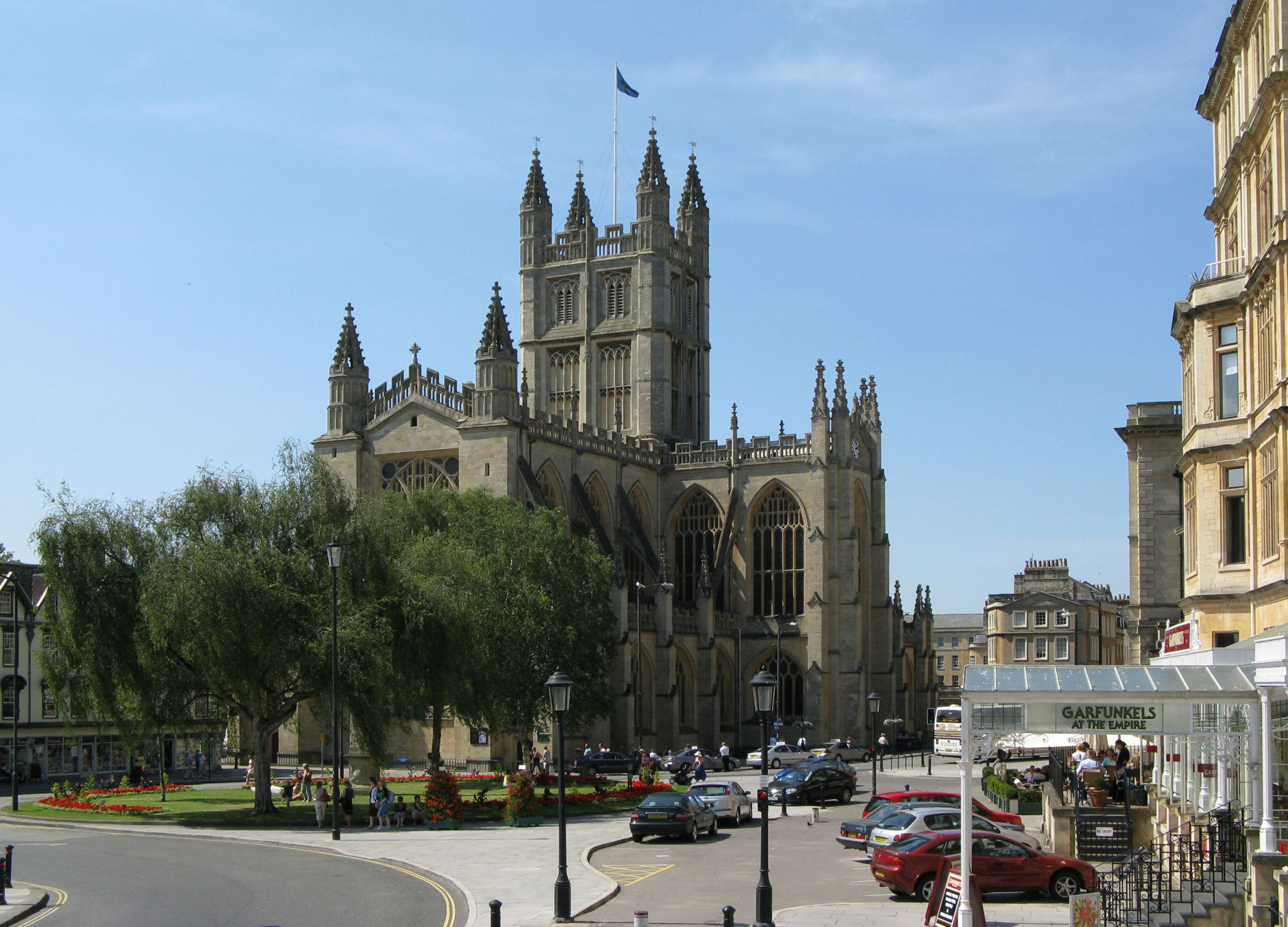
Vue est de l'abbaye.

La plupart des bâtiments de la ville sont fabriqués à partir de la pierre de Bath, et beaucoup datent des XVIIIe et XIXe siècles. Le style architectural principal du centre-ville est l'architecture georgienne qui vient du renouveau du palladianisme, populaire au début du XVIIIe siècle. Beaucoup des architectes les plus en vue de l'époque ont contribué au développement de la ville. Le but d'origine de la plupart de l'architecture de Bath est caché derrière les façades de style classique couleur de miel ; à cette période où les hôtels de luxe n'ont pas encore fait leur apparition, ces demeures d'apparence élégante étaient très souvent conçues spécialement pour en faire des pensions, où les visiteurs pouvaient louer une chambre, un étage, ou (en fonction de leurs moyens) une maison entière avec les domestiques pour la durée de leur séjour.
Le Circus est composé de trois longues terrasses en courbe dessinées par John Wood le Vieux afin d'en faire un espace circulaire ou un théâtre à but civique et pour les jeux. Les jeux ont aidé à la conception des bâtiments dont l'inspiration principale réside dans le Colisée de Rome. Tout comme le Colisée, les trois façades sont composées d'un ordre architectural différent à chaque étage : dorique au rez-de-chaussée, puis ionique au niveau du piano nobile, et enfin corinthien à l'étage supérieur. Plus on monte les étages du bâtiment, plus il est richement orné Wood n'a pas vécu assez longtemps pour voir son œuvre terminée, car il meurt cinq jours après avoir posé la première pierre des fondations le 18 mai 1754.

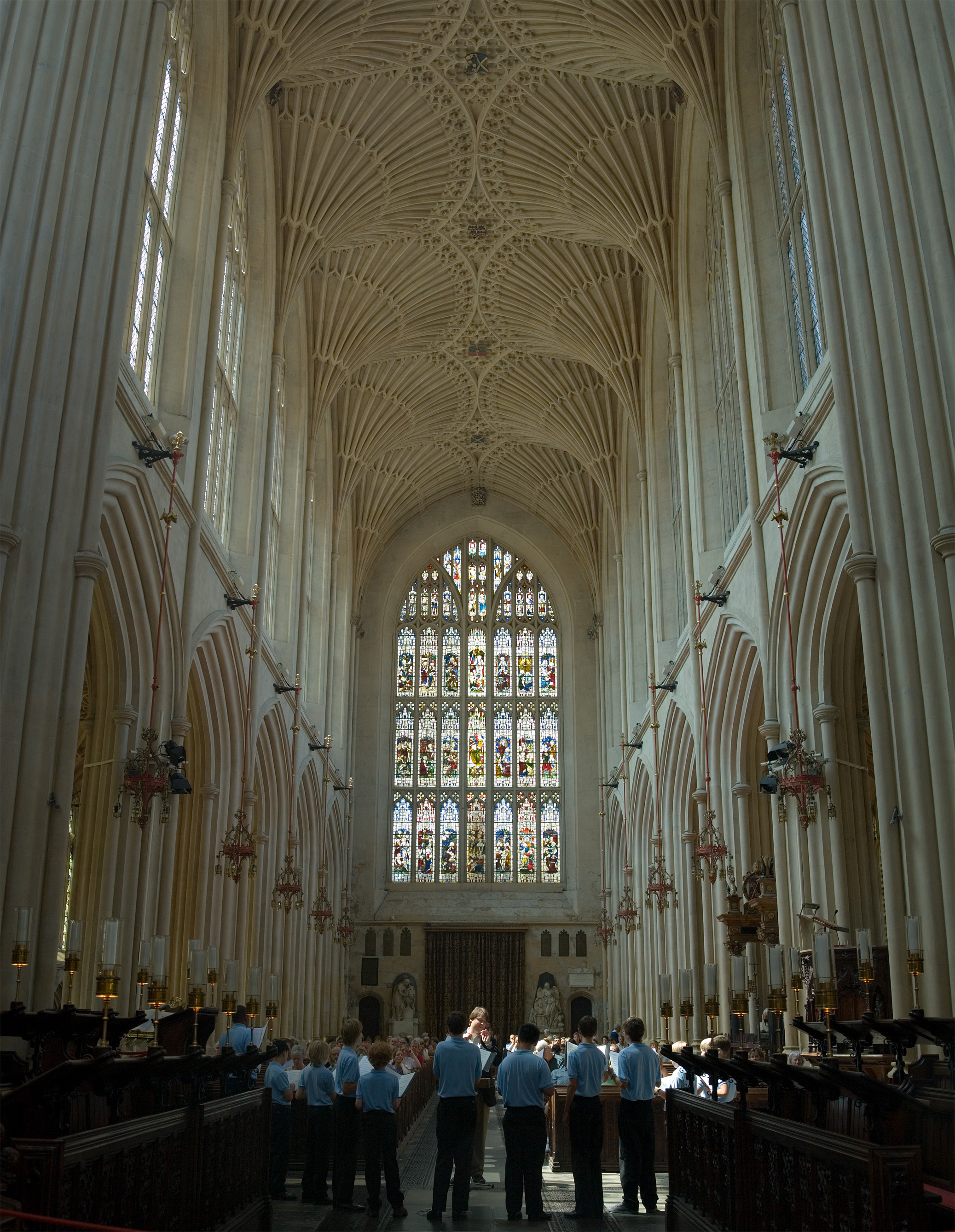
La voûte en éventail au-dessus de la nef de l'abbaye de Bath. Construite avec la pierre de la région, cette voûte est une rénovation victorienne (datant des années 1860) du toit d'origine (1608).

La terrasse la plus connue de Bath est sans aucun doute le Royal Crescent, construite entre 1767 et 1774 et conçue par John Wood le Jeune. Mais il ne faut pas se fier aux apparences. Wood s'occupait de la façade en courbe qui devait compter trente maisons aux colonnes ioniques, mais pas du reste du bâtiment. Chaque acquéreur acheta une certaine largeur de la façade, et employa son propre architecte pour construire une maison selon ses moyens. Donc ce qui semble parfois être deux maisons n'en est en fait qu'une seule. Ce système d'aménagement de la ville ne fonctionne pas à l'arrière du bâtiment : tandis que l'avant est totalement uniforme et symétrique, l'arrière est un mélange de hauteurs de toits, de juxtapositions et de fenêtres différentes. Ce type d'architecture est répandu à Bath.
Dans les années 1770, l'architecte néoclassique Robert Adam conçut le Pulteney Bridge, prenant exemple sur le pont du Rialto de Venise. Par conséquent, le pont Pulteney ne servait pas simplement à traverser la rivière, mais était aussi un lieu de commerce. Avec le pont du Rialto, le pont Pulteney est l'un des rares ponts qui sert encore aujourd'hui à ce double emploi Il a subi des modifications considérables depuis sa construction. Le pont doit son nom à Frances et William Pulteney, les propriétaires du domaine de Bathwick qui, grâce au pont, était relié au reste de la ville.
Le cœur de la ville géorgienne était le Grand Pump Room, qui, avec les Lower Assembly Rooms, fut construit par Thomas Baldwin, un architecte de la région qui conçut de nombreux bâtiments dans la ville, dont les terrasses de Argyle Street et le Guildhall. L'ascension de Baldwin fut rapide et il devint le meneur de l'histoire architecturale de Bath. En 1776, il obtient le titre de Bath City Surveyor, l'ingénieur en chef de la ville, puis en 1780, il devient le Bath City Architect. Great Pulteney Street est aussi l'une de ses réalisations : ce large boulevard, construit vers 1789, et de 1 km de long et 100 m de large, est bordé par des terrasses géorgiennes.
Malheureusement, dans les années 1960 et 1970, certains quartiers de Bath ont été redéveloppés et des bâtiments datant des XVIIIe et XIXe siècles ont été perdus. Une campagne populaire ainsi que la parution de The Sack of Bath (La Mise à sac de Bath) de Adam Ferguson mirent un terme à ce processus. Plus récemment, la démolition d'un bâtiment des années 1930, la Churchill House, a fait controverse. À l'origine bâtiment municipal de style néo-géorgien accueillant le bureau régional de l'électricité, il a été détruit pour en faire la nouvelle station de bus de Bath. Ce changement fait partie du nouveau développement de Southgate qui commença en 2007 : la zone commerciale datant des années 1960, la gare routière et le parking ont été démolis. Une nouvelle zone en faux style géorgien est en construction,. À cause de ces nombreux changements, le statut de patrimoine mondial de la ville a été réexaminé par l'UNESCO en 2009. La commission décida de ne pas toucher au statut de la ville, mais l'UNESCO a demandé à être consulté pour les prochaines phases du projet de Riverside, déclarant que la densité des bâtiments aux phases 2 et 3 devait être reconsidérée et ajoutant que Bath devait proposer des bâtiments de style architectural de classe internationale lors de l'élaboration des projets à venir.
L'UNESCO a inscrit Bath le 24 juillet 2021 au  patrimoine mondial dans la série « Grandes villes d'eaux d'Europe » (en anglais : Great spas of Europe).

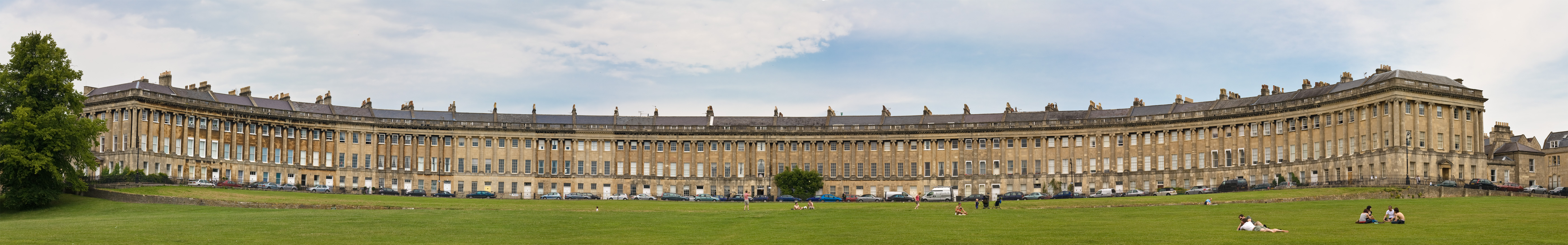
Vue panoramique du Royal Crescent.

## Éducation
Bath compte deux universités. L'université de Bath a été fondée en 1966. On y enseigne les sciences physiques, les mathématiques, l'architecture, le management et la technologie.
L'université de Bath Spa a commencé à décerner ses propres diplômes en 1992 et était alors un collège universitaire avant d'obtenir le titre d'université en août 2005. Y sont enseignés l'art et le design, la science de l'éducation, l'anglais, les sciences, l'environnement et les sciences sociales.
La ville a aussi un autre établissement scolaire supérieur, le City of Bath College, ainsi que plusieurs classes de sixth form (l'équivalent de la première et la terminale) dans des écoles publiques ou privées.
Bath accueille aussi le Norland College.

## Média
Bath a deux journaux locaux principaux : le Bath Chronicle et le Bath Times. Le Bath Chronicle, fondé en 1760, était un quotidien jusqu'en septembre 2007 ; c'est désormais un hebdomadaire. Le Bath Time est un journal gratuit qui tire ses revenus de la publicité. Les deux journaux appartiennent à Northcliffe Media.
Le BBC a mis en place un site internet pour le Somerset afin de donner les nouvelles de la région, et cela depuis 2003.
Bath est aussi desservie par l'agence locale de la BBC (BBC West) dont les studios sont à Bristol, et par ITV West.
Les stations de radios qui émettent à Bath sont : TotalStar Bath et Heart Bath, la radio de l'université 1449AM URB qui diffuse sur le campus de l'université et sur internet, et Brunel Classic Gold.